# Chemins de fer des Côtes-du-Nord
Vous lisez un « article de qualité » labellisé en 2007.
Pour les articles homonymes, voir CDN.
Les chemins de fer des Côtes-du-Nord (CdN) sont un ancien réseau ferroviaire départemental à voie métrique. Composées de 19 lignes, ces voies ferrées d'intérêt local quadrillaient le département des Côtes-du-Nord, en Bretagne. Avec ses 452 km, ce fut l'un des plus grands réseaux départementaux de France. Il doit en partie sa renommée aux nombreux ponts et viaducs construits par l'audacieux ingénieur en chef Louis Harel de la Noë.
Le réseau fut construit en deux étapes. L'exploitation du premier réseau, dont les lignes ouvrirent entre 1905 et 1907, avait été confiée à la Compagnie des chemins de fer des Côtes-du-Nord (CFCN), filiale de la Compagnie centrale des chemins de fer et tramways. L'exploitation du second, dont les lignes ouvrirent entre 1916 et 1926, avait été confiée aux Chemins de fer armoricains (CFA). La Première Guerre mondiale mit ces deux sociétés en difficulté financière. En 1920, le département reprit les deux réseaux pour les exploiter en régie. Cependant les difficultés perduraient et les lignes furent fermées à partir de 1937. La dernière ligne ferma le 31 décembre 1956.

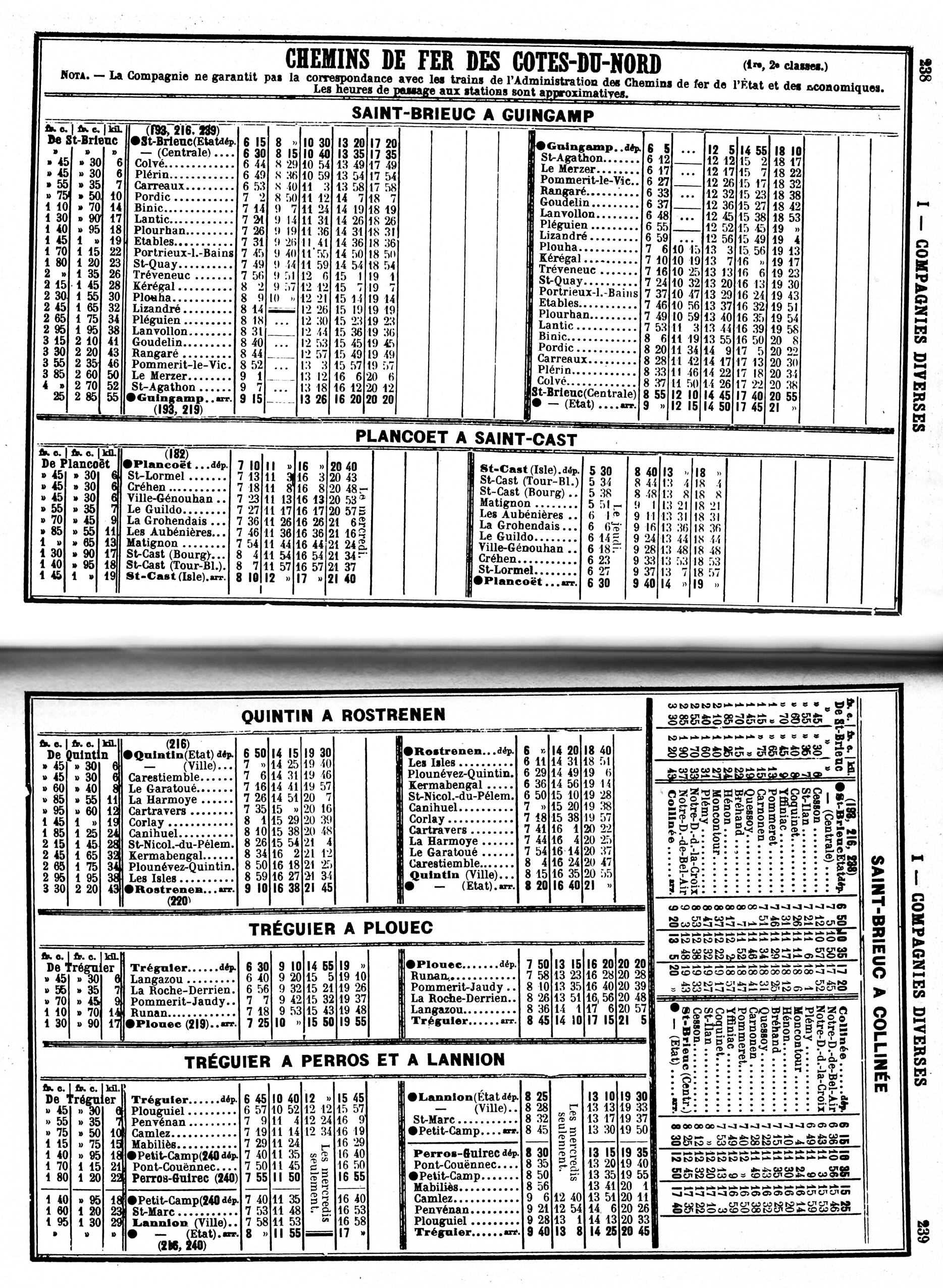
Horaires du réseau CDN en mai 1914.
Cliquez sur l'image pour l'agrandir

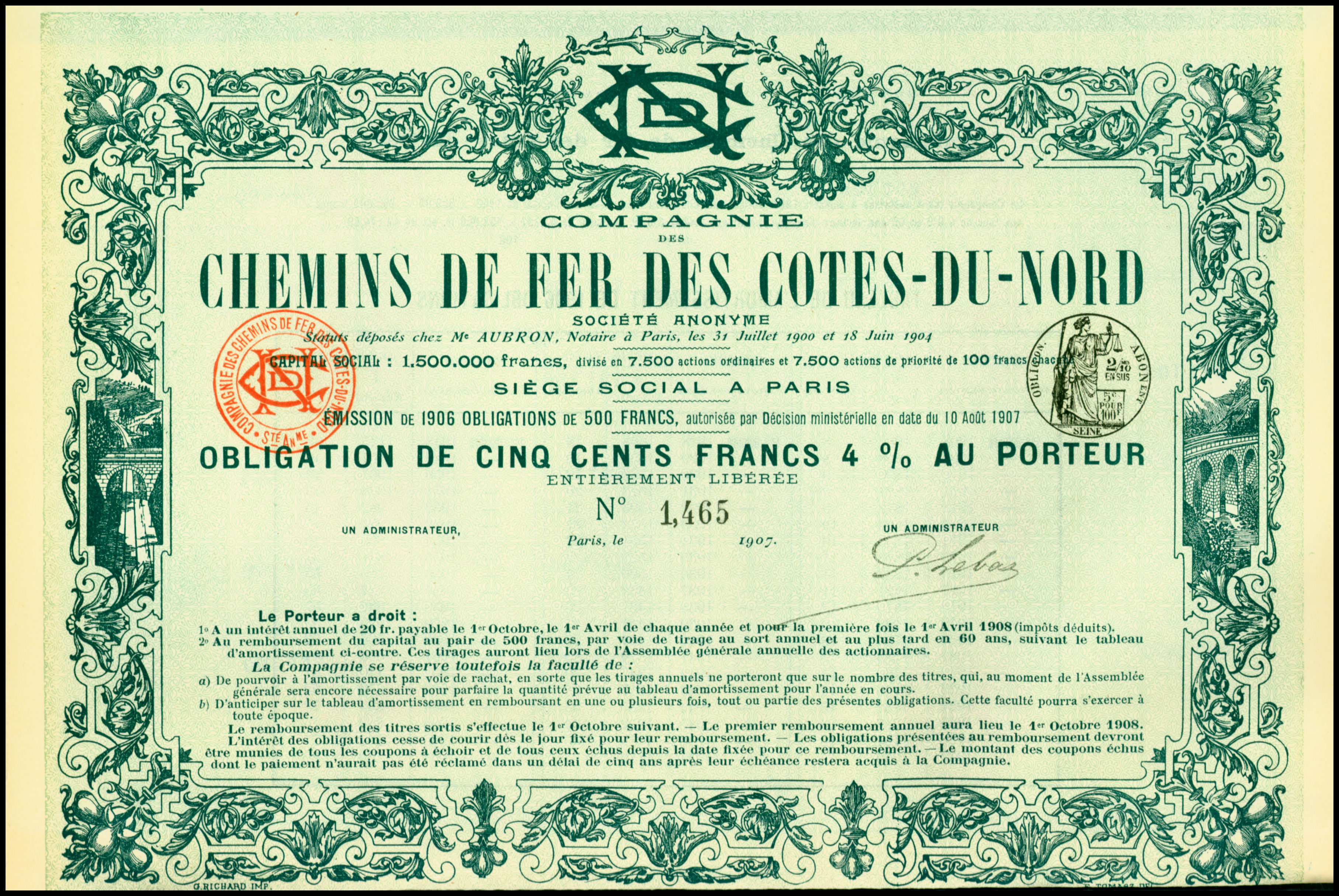
Obligation de la Compagnie des Chemins de Fer des Côtes-du-Nord en date du 1907.

## Chronologie
- 21 mars 1900 : déclaration d'utilité publique du premier réseau ;
- 15 novembre 1904 : création de la société anonyme « Compagnie des chemins de fer des Côtes-du-Nord » - concessionnaire du premier réseau ;
- 9 mars 1905 : ouverture de la première ligne du réseau départemental entre Plouëc-du-Trieux et Tréguier ;
- 28 mars 1912 : déclaration d'utilité publique du second réseau ;
- 1er février 1920 : passage des deux réseaux sous le régime de l'exploitation directe (régie départementale) ;
- 31 décembre 1956 : fermeture de la dernière ligne du réseau départemental entre Paimpol et Saint-Brieuc.

## Vers un réseau départemental

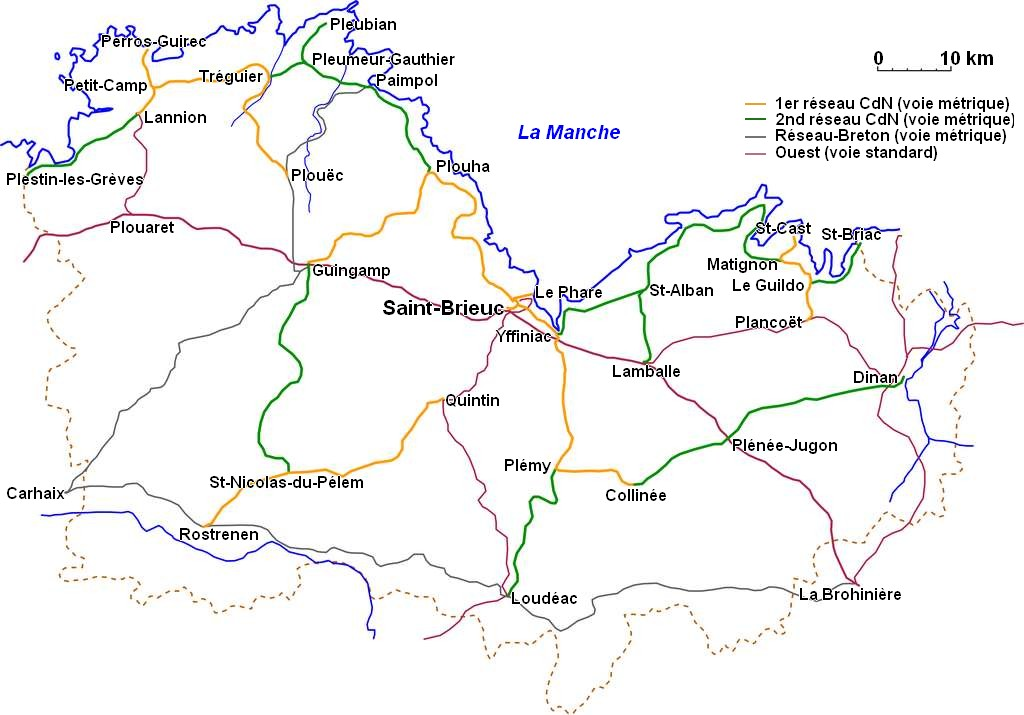
Plan du réseau ferroviaire départemental des Côtes-du-Nord.
Cliquez sur l'image pour l'agrandir

Au début du XXe siècle, le département des Côtes-du-Nord comptait seulement huit voitures automobiles. Les déplacements se faisaient donc soit en calèche soit avec les quelques lignes de chemin de fer existantes. Il y avait en particulier la ligne Paris-Brest et ses antennes en voie standard vers quelques villes comme Lannion, Loudéac ou Dinan qui étaient exploitées par la Compagnie des chemins de fer de l'Ouest. L'autre réseau du département était le Réseau breton en voie métrique et plus particulièrement les lignes Carhaix - Guingamp - Paimpol et Carhaix - Rostrenen - Loudéac - La Brohinière. Toutefois ces lignes étaient loin de couvrir l'ensemble du département et de nombreuses zones étaient éloignées des gares.
Le département profita des lois du ministre des Travaux publics Charles de Freycinet pour réaliser son réseau. Ces lois instauraient la notion de voies ferrées d'intérêt local (par opposition aux voies ferrées d'intérêt général des lignes principales) et permettaient au département la prise en charge des travaux de construction (cf. plan Freycinet). Pour ces travaux, le conseil général fit appel à Louis Harel de la Noë en tant qu'ingénieur-conseil. Cet ingénieur né à Saint-Brieuc avait déjà participé à la construction de lignes dans la Sarthe et dans le Finistère. Il fut nommé ingénieur en chef des Ponts et Chaussées de 1901 à 1918. Pour ses ouvrages d'arts, il utilisait le procédé du sidéro-ciment (béton armé) qui était à cette époque peu connu. Son successeur, Eugène Hélary, ne modifia pas la plupart des projets du second réseau. Seuls les viaducs du Jaudy, de Lézardrieux et le pont sur le Frémur furent remaniés.
Le réseau des chemins de fer des Côtes-du-Nord a été construit en deux étapes. À son apogée, le réseau totalisait 19 lignes et 452 km. Les difficultés financières persistèrent après la reprise en régie départementale en 1920. Les premières lignes furent fermées à partir de 1937.

## Le premier réseau
Un premier réseau, comprenant dix lignes, est déclaré d'utilité publique le 21 mars 1900. Il totalise 209 km de voies ferrées et son exploitation est confiée à la Compagnie des chemins de fer des Côtes-du-Nord.

### Ligne Plouëc-du-Trieux - Tréguier

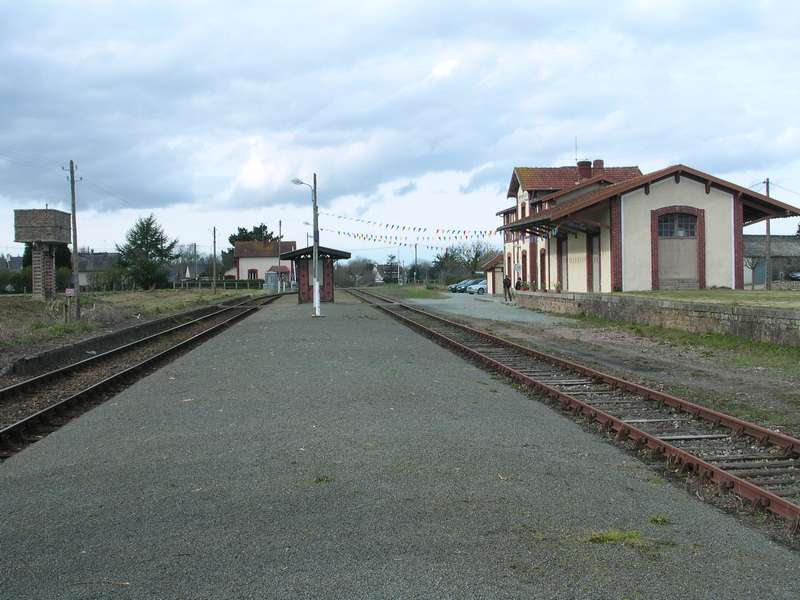
La gare de Plouëc-du-Trieux. À gauche le château d'eau, des Chemins de fer des Côtes-du-Nord et à droite la gare Réseau breton.

La ligne de Plouëc-du-Trieux à Tréguier a été ouverte le 9 mars 1905. C'était la première ligne du réseau départemental à ouvrir. La dernière circulation a eu lieu le 15 mai 1939. Longue de 17 km, cette ligne a été déclassée le 15 janvier 1948.
Plouëc-du-Trieux était une gare de correspondance avec la ligne Guingamp - Paimpol du Réseau breton. Cependant la gare du Réseau breton prit rapidement l'appellation « Brélidy - Plouëc » contrairement à celle du réseau départemental.
De son côté, Tréguier était le point de départ de plusieurs lignes : vers Lannion, Perros et Paimpol. Un atelier dépôt y était installé. Ce bâtiment existe toujours. Après avoir servi de dépôt pour l'équipement, il a été rénové pour accueillir une brasserie artisanale en 2014 (Brasserie Touken).
Il subsiste quelques vestiges de cette ligne dont le château d'eau de la gare de Plouëc-du-Trieux. Les deux principaux ouvrages d'art de la ligne ont été détruits. Un second château d'eau est préservé à Minihy-Tréguier (Lieu-dit Langazou).

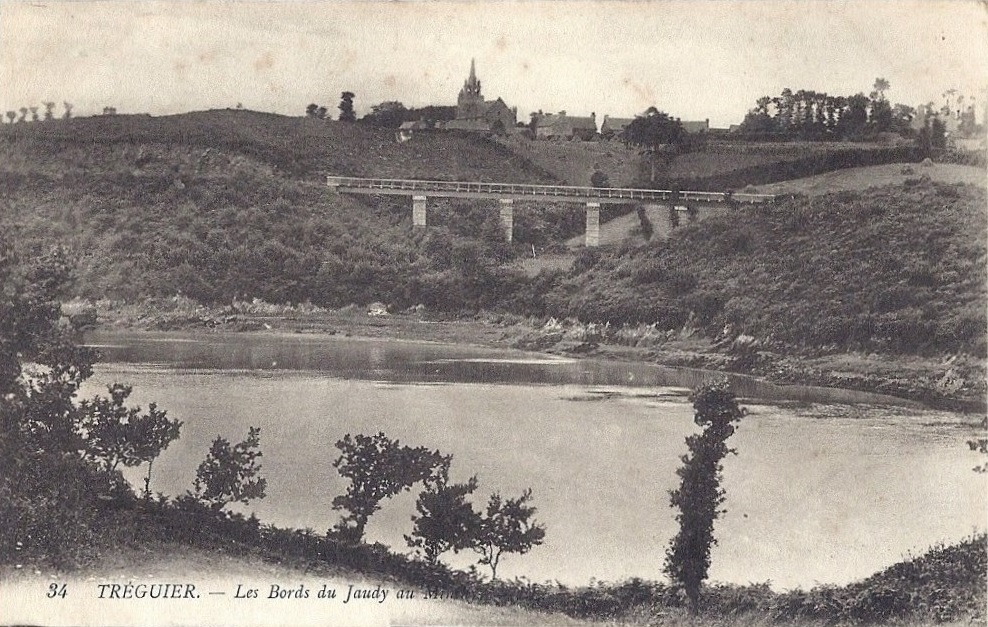
Le viaduc de Loquélo.

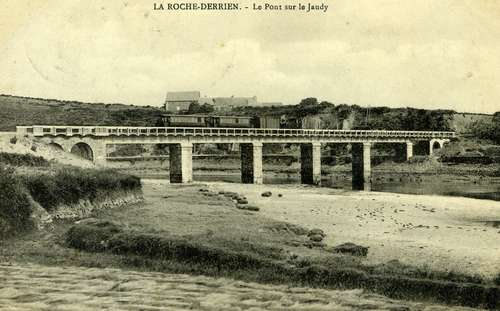
Le pont sur le Jaudy.

Les principaux ouvrages d'art de la ligne étaient :
- Passerelle de Sainte-Catherine - Tréguier - Minihy-Tréguier (Remblayée)
- Viaduc de Loquélo - Minihy-Tréguier (Démoli)
- Pont sur le Jaudy - Minihy-Tréguier - La Roche-Derrien (Démoli)
- Pont du Chef du Bois - Pommerit-Jaudy

### Ligne Saint-Brieuc - Moncontour
La ligne de Saint-Brieuc à Moncontour a été ouverte le 1er mai 1905 et fermée aux voyageurs le 1er avril 1937. Longue de 25,6 km, elle a été déclassée le 27 avril 1939.
À Langueux, la ligne passe au lieu-dit « Boutdeville » où étaient situées les tuileries-briqueteries de Saint-Ilan. Cette briqueterie a fourni des briques pour la construction des gares et des parements des ouvrages d'art. Au début, une voie de garage était établie au niveau de la gare de Saint-Ilan. En 1922, le directeur de la briqueterie demanda que celle-ci soit reliée au réseau par la création d'un embranchement particulier. À l'intérieur de la briqueterie, les wagons étaient déplacés par traction animale. Toutefois, cet embranchement ne changea pas beaucoup les habitudes et l'argile continuait à arriver par charrettes.
L'Association des chemins de fer des Côtes-du-Nord a installé son dépôt sur cette friche industrielle. Le projet de ligne touristique part de ce point jusqu'au pont des Courses en reprenant l'ancien tracé de la ligne.
Les ouvrages d'art de la ligne étaient :
- Pont sur la rue de Gouédic - Saint-Brieuc (démoli)
- Viaduc de Toupin - Saint-Brieuc
- Pont des Courses - Saint-Brieuc
- Viaduc de Douvenant - Langueux
- Viaduc du Vau-Hervé - Langueux
- Pont de la Cage - Langueux

### Ligne Saint-Brieuc - Plouha
La ligne de Saint-Brieuc à Plouha a été inaugurée le 20 juin 1905 et fermée le 31 décembre 1956. C'est avec la ligne Plouha - Paimpol, la dernière ligne du réseau à fermer. Cette ligne longue de 30,7 km a été déclassée le 27 janvier 1958.
La section entre la gare Centrale et la gare de Saint-Brieuc-Ouest ne fut ouverte définitivement que le 11 avril 1907.
Cette ligne, située en bord de mer, a été incontestablement étudiée en partie pour le tourisme. Les gares ont favorisé le développement de villes balnéaires comme Binic ou Saint-Quay-Portrieux. La gare de Binic était située à proximité immédiate de la plage ; il arrivait que par grande marée, les voies se retrouvent sous l'eau.
Les nombreuses vallées et rivières à traverser ont nécessité la construction de nombreux ouvrages d'art (pas moins de 13 soit un pont ou viaduc tous les trois kilomètres) :
- Pont de Gouëdic - Saint-Brieuc (démoli)
- Pont de Rohannec'h - Saint-Brieuc (démoli)
- Viaduc de Souzain - Saint-Brieuc et Plérin (démoli)
- Viaduc de Tosse-Montagne - Plérin
- Viaduc de la Horvaie - Plérin
- Viaduc de Grognet - Plérin (démoli en partie)
- Viaduc de Colvé - Plérin
- Viaduc du Parfond du Gouët - Plérin et Pordic
- Pont en biais sur l'Ic - Binic (démoli)
- Viaduc de la Hasée (ou du Chien noir) - Binic
- Viaduc de Beaufeuillage - Binic
- Viaduc des Pourrhis - Étables-sur-Mer
- Viaduc de Ponto - Étables-sur-Mer (démoli)

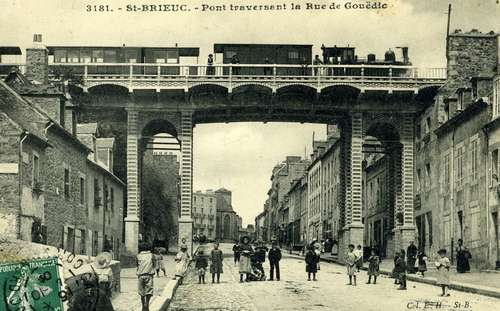
Le pont de Gouëdic
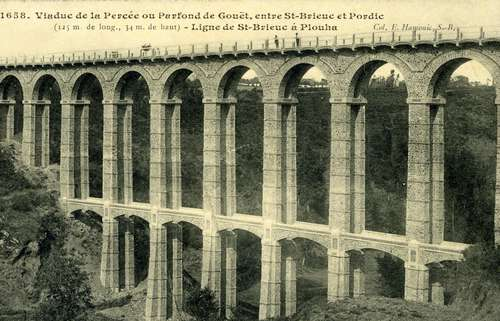
Le viaduc du Parfond du Gouët
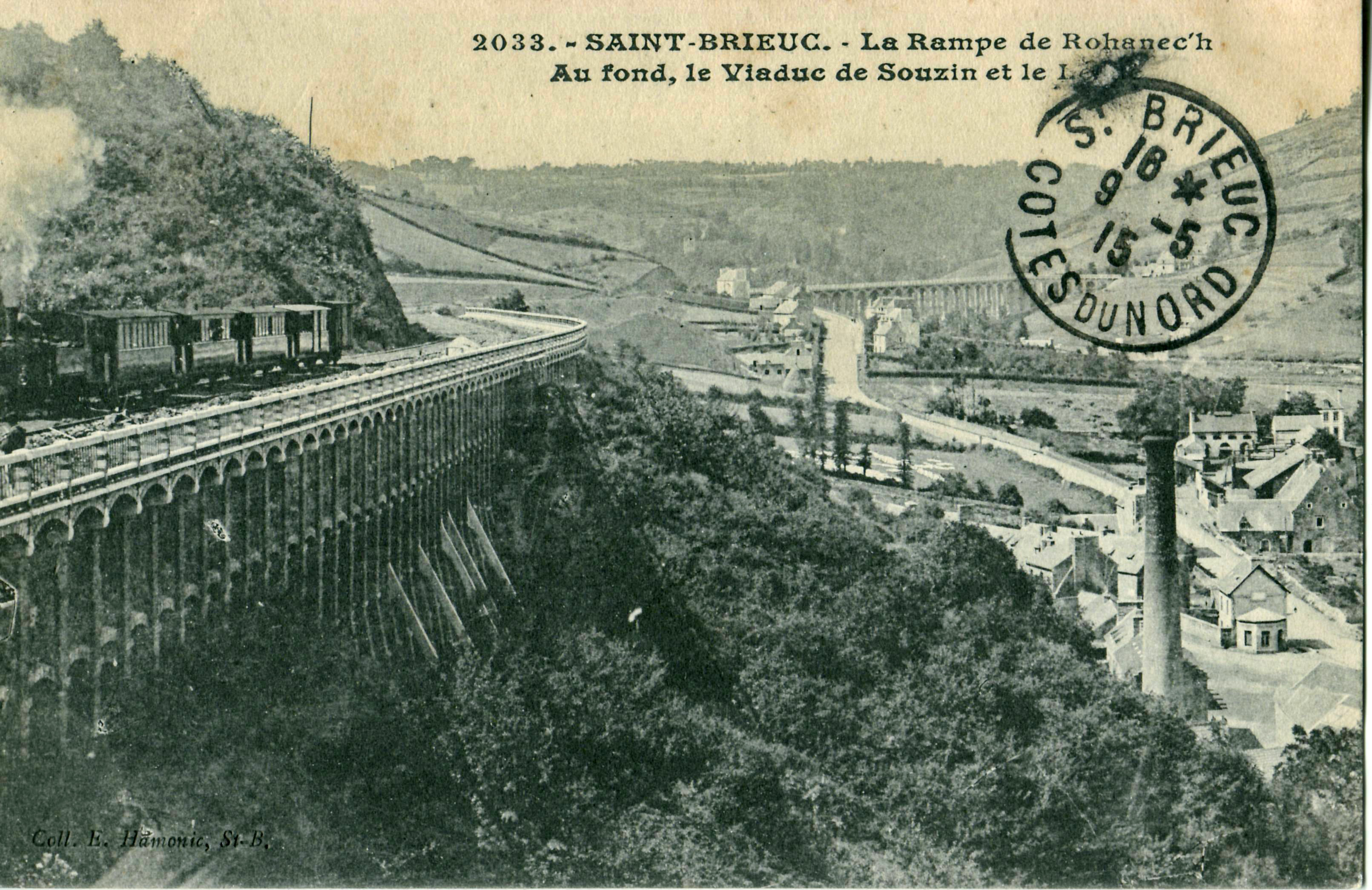
Une rame des CF-CDN sur la rampe de Rohanec'h à Saint-Brieuc. Au fond, le viaduc de Souzain
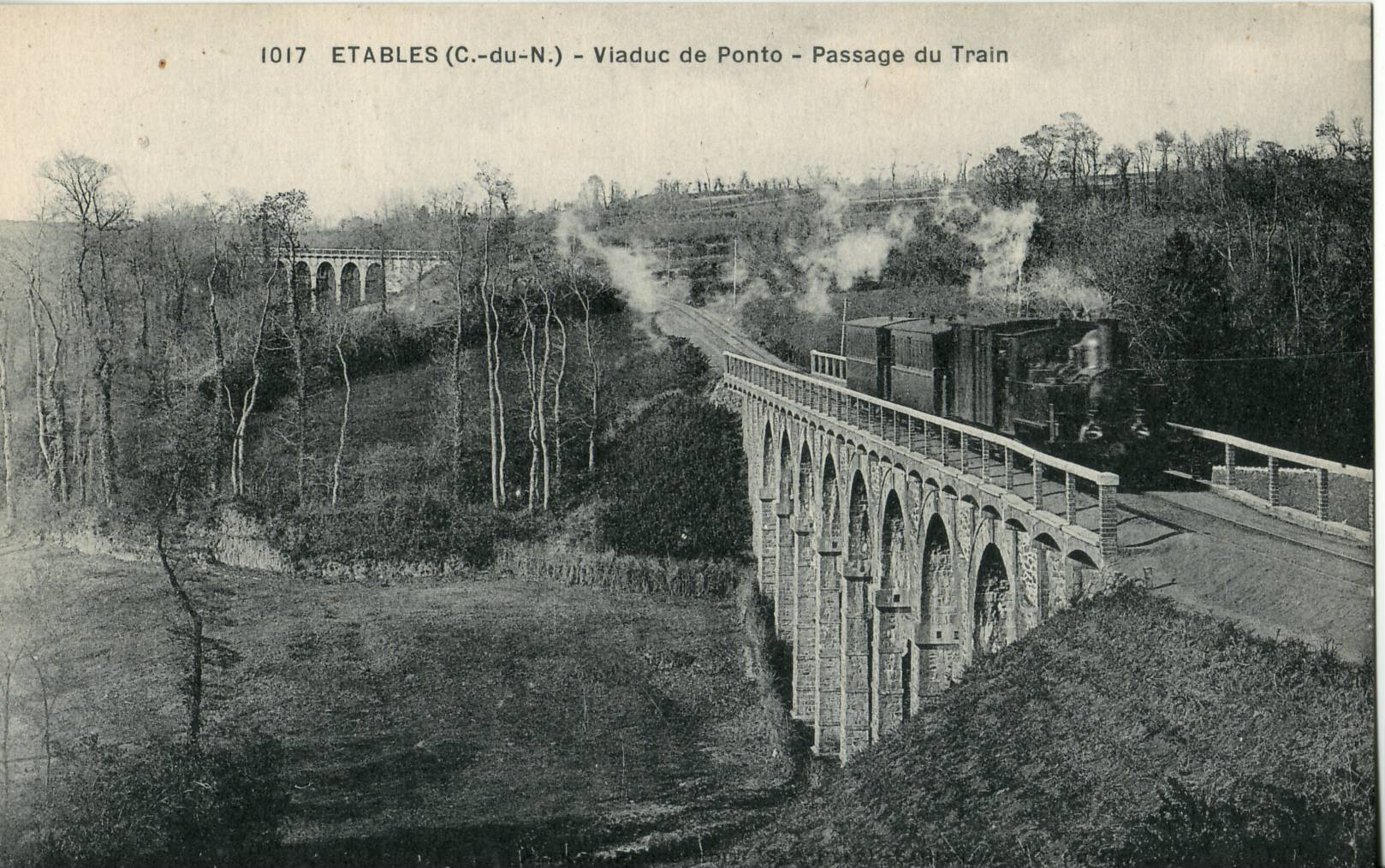
Le viaduc de Ponto

### Ligne Plouha - Guingamp
La ligne de Plouha à Guingamp a été inaugurée le 20 juin 1905. Fermée le 15 mai 1939, elle a été déclassée le 15 juillet 1948. Elle mesurait 25 km,.
La gare de Guingamp permettait la correspondance avec le Réseau breton (ligne Carhaix - Guingamp - Paimpol) et la Compagnie des chemins de fer de l'Ouest. Les voies du Réseau breton et des Chemins de fer des Côtes-du-Nord étaient reliées. Il existait une courte section de voie à quatre files de rails pour les transbordements avec la Compagnie des chemins de fer de l'Ouest.
Dans un article de la revue d'histoire no 16 de l'Association des chemins de fer des Côtes-du-Nord, Jeanne Le Mézec, raconte l'histoire du petit train dans la commune de Pléguien. Elle explique que la ligne était principalement utilisée les jours de marché et le week-end car elle servait pour les promenades familiales. Elle raconte également que le train servait de repère à toute la population y compris les animaux : « Lorsque le train avait sifflé, les chevaux arrêtaient leurs efforts et demandaient à rentrer ; les vaches se rassemblaient près de la barrière du champ, attendant qu'on vienne les chercher pour rentrer à l'étable ».
Le seul ouvrage d'art important de la ligne était le viaduc de Blanchardeau à Lanvollon.

### Ligne Saint-Brieuc - Le Phare

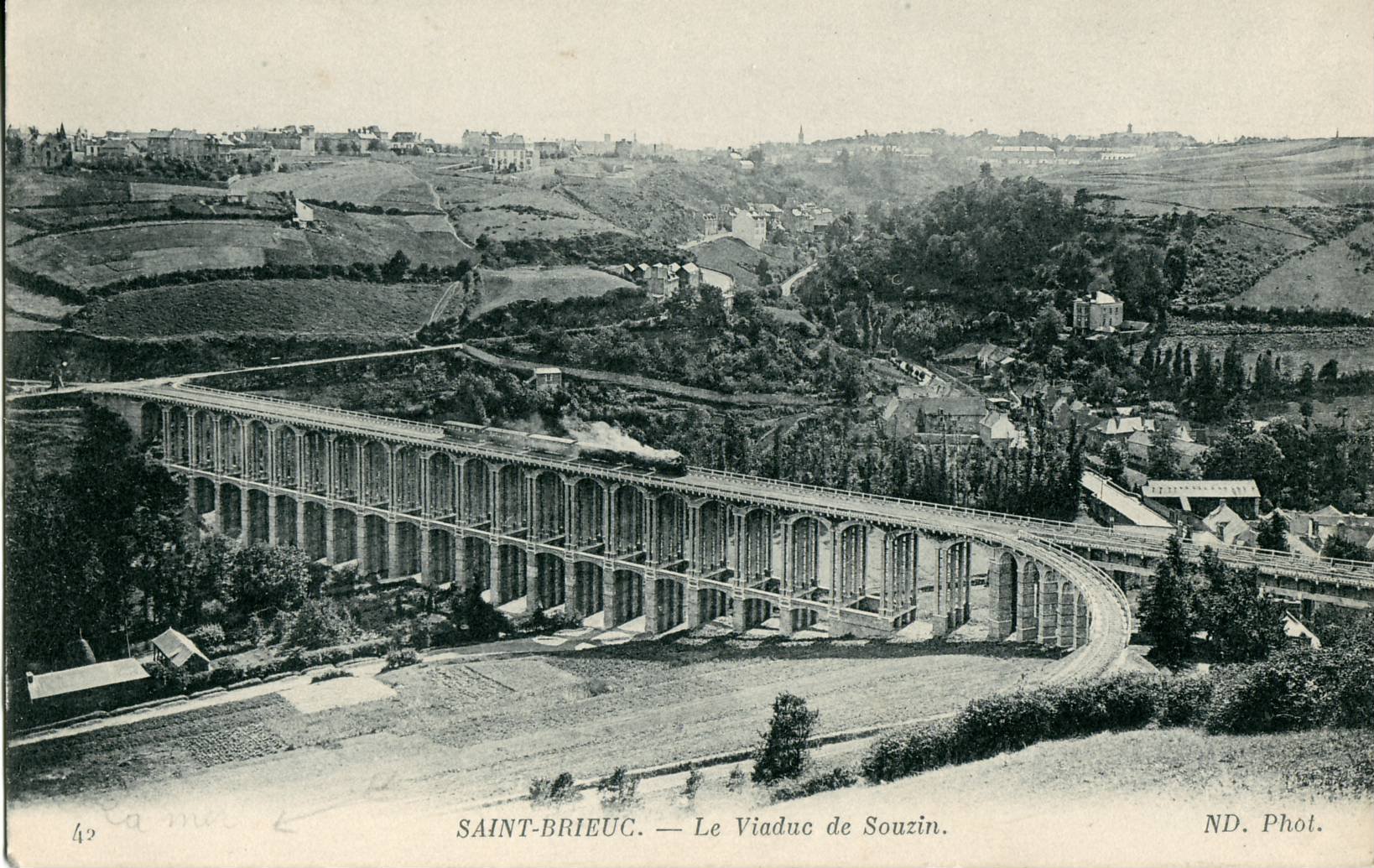
Le viaduc de Souzain, avec ses deux branches

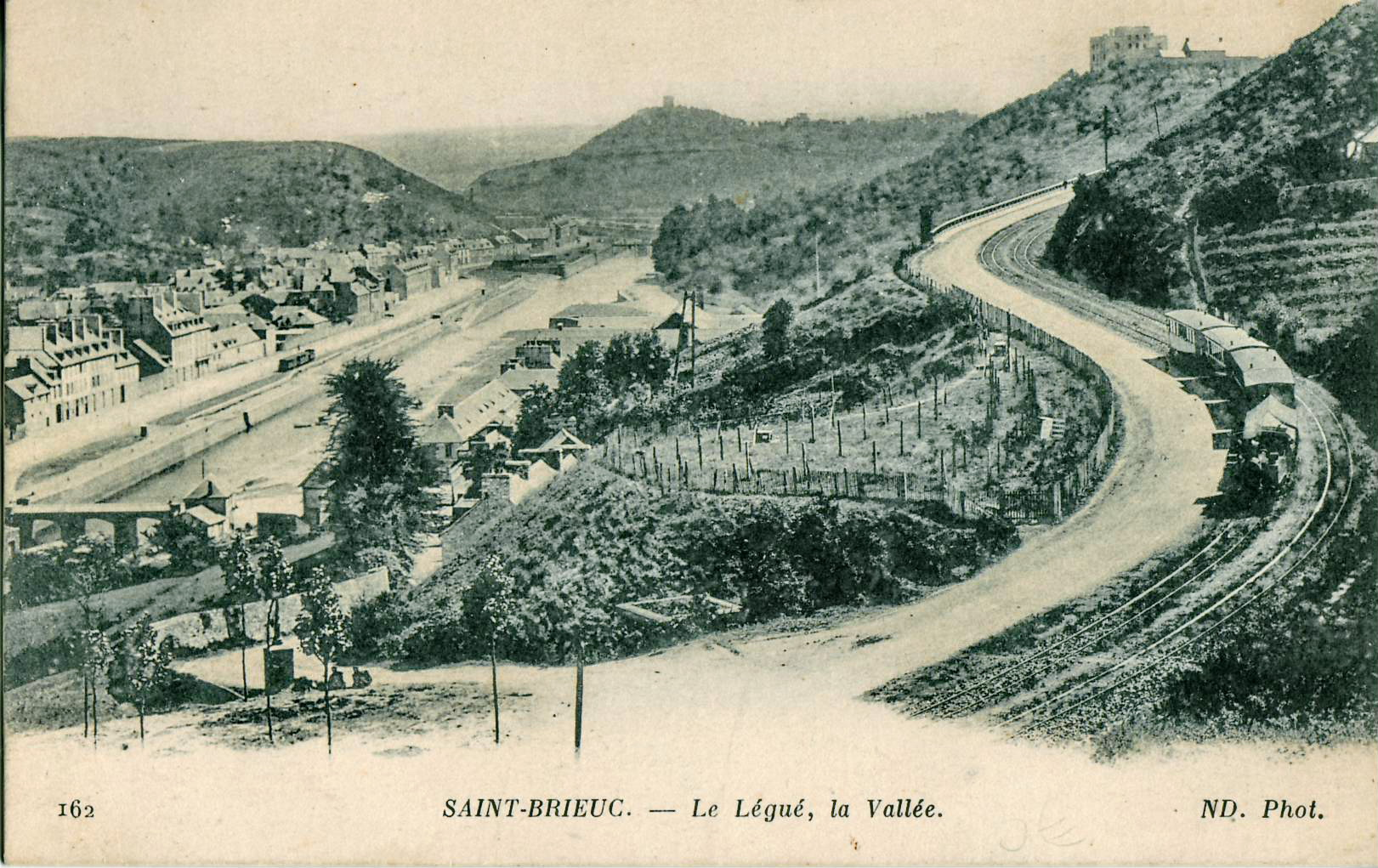
La rampe du Légué

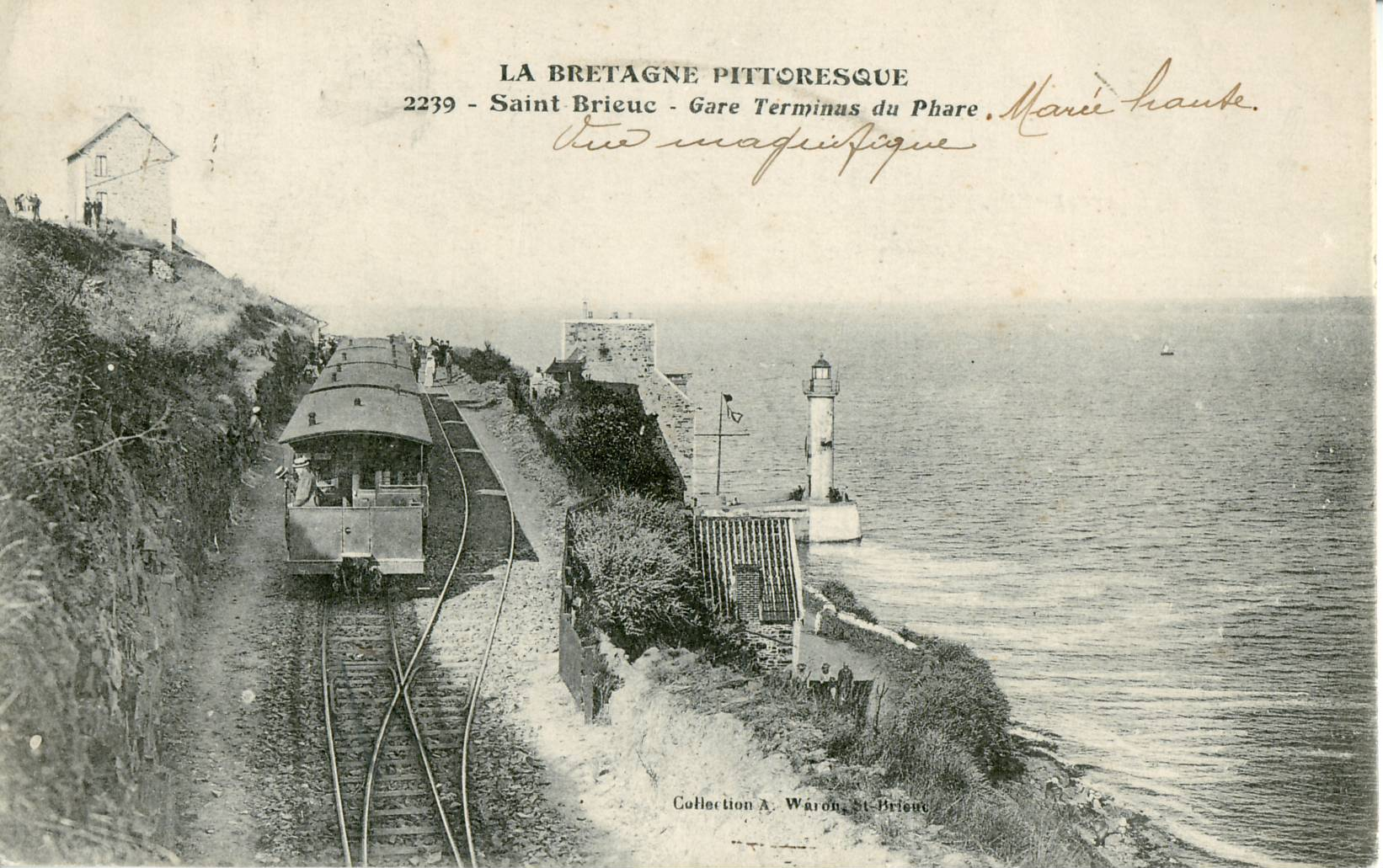
Terminus du Phare

La construction de la ligne de Saint-Brieuc au Phare (commune de Plérin) a été terminée le 21 septembre 1905. Il fallut cependant attendre le 1er mars 1906 pour qu'elle soit inaugurée. Elle a été fermée le 31 décembre 1948 et déclassée le 2 décembre 1949.
Elle empruntait la même voie que la ligne Saint-Brieuc - Plouha jusqu'au viaduc de Souzain où elle bifurquait en prenant l'autre branche du 'Y'. Elle était également connue comme la « ligne du Légué » ou « Saint-Brieuc - Saint-Laurent ». Elle permettait la desserte marchandises du port du Légué en complément de la voie de la Compagnie des chemins de fer de l'Ouest située sur l'autre rive. Toutefois son activité principale était due au trafic voyageur pour amener les baigneurs sur les plages. Ainsi, l'été c'étaient plus de 650 voyageurs qui étaient transportés dans les seize trains quotidiens nécessitant régulièrement l'ajout de trains supplémentaires.
Avec un peu plus de 6 km, c'était la plus courte de toutes les lignes du réseau. Elle comptait toutefois de nombreux arrêts et stations. Le premier arrêt facultatif était situé au niveau de la vieille côte du Légué. Un second arrêt était situé sur le viaduc de Souzain. Un arrêt avec une double voie était positionné au « Pont de Pierre » pour les chargements de wagons marchandises. Un quatrième arrêt facultatif était au niveau de la chapelle du Légué. À proximité du pont tournant, une station avec double évitement permettait la composition des trains marchandises. En 1921, cette station a été transformée par la construction d'un bâtiment voyageur, d'une halle et d'une voie de déchargement. Une autre station, avec bâtiment voyageur et évitement, était construite au lieu dit la « Ville-Gilette ». Un arrêt était positionné à la cale de la douane. Enfin, en bout de ligne, la gare du Phare. Cette gare était ouverte uniquement aux voyageurs. Il y avait donc au total huit arrêts et stations qui étaient répartis sur la ligne.
Laurent Goulhen a écrit un livre consacré à cette ligne. Il a été publié en 1997 par l'Association des chemins de fer des Côtes-du-Nord sous le titre Le Petit Train de Saint-Brieuc au Phare du Légué.

### Ligne Moncontour - Collinée
La ligne de Moncontour à Collinée a été inaugurée le 1er juillet 1906 et fermée le 1er avril 1937. Longue de 15,7 km, elle a été déclassée le 24 avril 1939. L'inauguration officielle a eu lieu le 31 mai 1906.
Cette ligne était l'exemple typique des lignes de campagne destinées à désenclaver les communes. La gare de Plémy fut, à l'ouverture du second réseau, le point de départ de la ligne vers Loudéac. La ligne passait par le mont Bel-Air. Il s'agissait du point culminant du réseau avec ses 300 m d'altitude.
Dès l'été 1937, la locomotive Mallet « La Bretagne » servit au démontage de la ligne. Lors de ce déferrage, le lorry transportant une partie de l'équipe de voie eut un problème de frein et descendit une pente à vive allure. Le passage d'une aiguille de la gare de Collinée éjecta les deux passagers qui moururent d'une fracture du crâne.

### Ligne Tréguier - Perros-Guirec

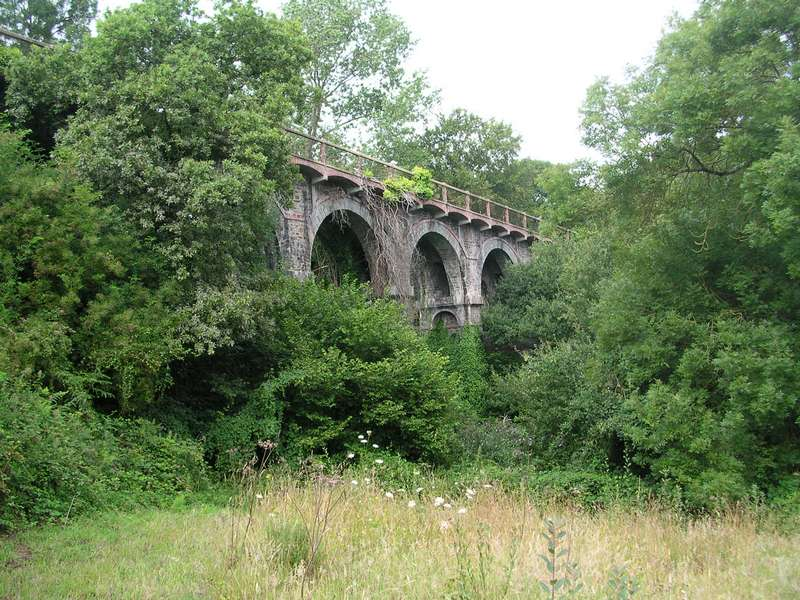
Le viaduc de Kerdéozer en juillet 2005

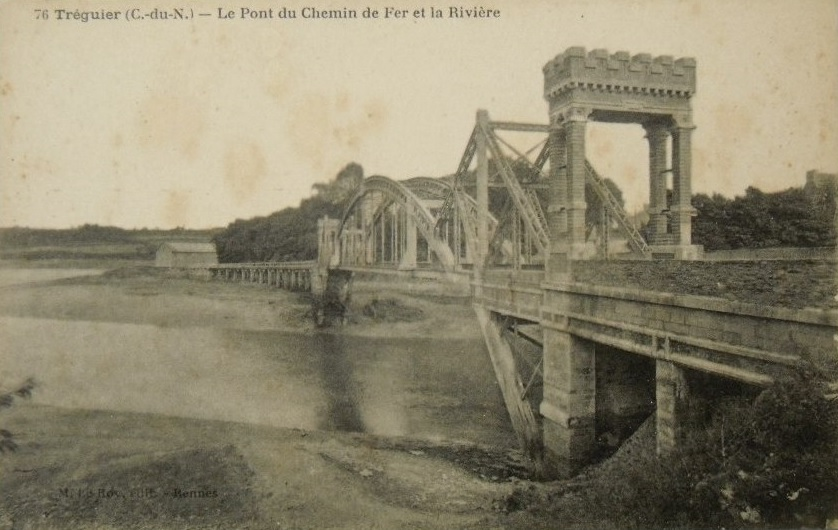
Le pont noir ferroviaire.
(années 1910)

La ligne de Tréguier à Perros-Guirec a été inaugurée le 11 août 1906 et fermée le 15 avril 1949. La ligne mesurait 22,7 km et a été déclassée le 2 décembre 1949.
Cette ligne rejoignait la ligne Lannion - Perros-Guirec à la gare de Petit-Camp.
Le principal accident sur cette ligne eut lieu en décembre 1920 lorsque le train dérailla sur les Ponts-Noirs. Les détails de cet accident sont précisés dans la section Accidents de cet article.
Les ouvrages d'art de la ligne étaient :
- Ponts noirs - Tréguier et Plouguiel (Démoli)
- Passerelles de Plouguiel - Plouguiel
- Viaduc de Kerdéozer - Plouguiel

### Ligne Lannion - Perros-Guirec

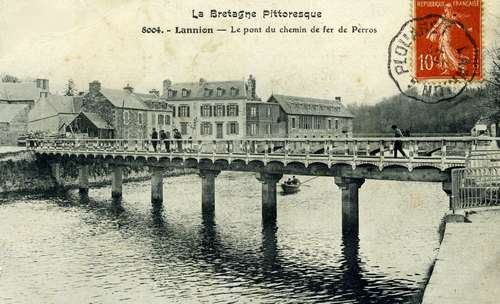
Le pont sur le Léguer

La ligne de Lannion à Perros-Guirec a été inaugurée le 11 août 1906 et fermée le 15 avril 1949. Longue de 12,1 km jusqu'à Petit-Camp, elle a été déclassée le 2 décembre 1949.
Une extension était pourtant prévue entre Perros et Trébeurden. On en voit toujours le tracé, puisqu'il a servi à réaliser la corniche bretonne, et ses ouvrages d'art (les arcades à Perros, la tranchée au-dessus de Trestrignel, la corniche du sémaphore, le pont des Traouiros à Ploumanac'h). On reconnait d'ailleurs le style De Lanoé dans les différentes réalisations.
À Lannion, la Compagnie des chemins de fer des Côtes-du-Nord avait deux gares :
- la première, appelée « Lannion-Ouest », était située face à la gare de la Compagnie des chemins de fer de l'Ouest (ligne Lannion - Plouaret). Elle disposait d'un pont roulant à treuil pour le transbordement entre les wagons à voie normale de la Compagnie des chemins de fer de l'Ouest et les wagons à voie métrique des Chemins de fer des Côtes-du-Nord ;
- la seconde, appelée « Lannion-Ville », était située sur la rive droite du Léguer, remplacée par le parking de Kermaria. C'était la gare principale pour la Compagnie des chemins de fer des Côtes-du-Nord. Elle disposait d'une remise à machine.

Bien que la gare de Perros-Guirec fût située au niveau du port du Linkin et donc assez loin des plages et du centre-ville, le trafic de cette ligne augmenta régulièrement. Il s'agissait principalement de touristes qui arrivaient à la gare de Lannion par le train de la Compagnie des chemins de fer de l'Ouest puis prenaient la ligne Lannion - Perros-Guirec.
Cette ligne rejoignait la ligne Tréguier - Perros-Guirec à la gare de « Petit Camp ». La ligne Lannion - Plestin-les-Grèves a été raccordée à cette ligne au cours de l'hiver 1916.
À la fermeture de la ligne, cette gare servit pendant quelques années de gare routière. Les bus étaient exploités par les Chemins de Fer des Côtes-du-Nord.
Le seul ouvrage d'art important de la ligne était le pont sur le Léguer (Démoli) entre les gares de Lannion-Ouest et de Lannion-ville.

### Ligne Plancoët - Saint-Cast

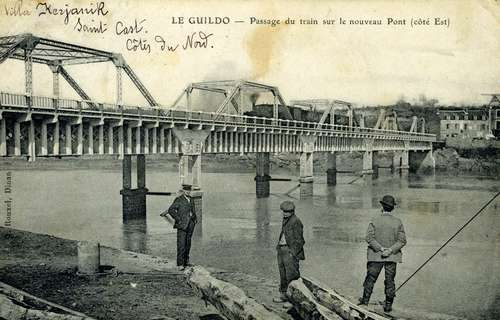
Le Pont du Guildo

La ligne de Plancoët à Saint-Cast-le-Guildo a été inaugurée le 18 septembre 1906 et fermée le 15 février 1939. Cette ligne mesurait 18,7 km. Bien que déclassée le 27 avril 1939, elle sera rouverte temporairement le 12 octobre 1940 entre Matignon et Saint-Cast-le-Guildo.
Au début, cette ligne était isolée du reste du réseau. Elle fut raccordée par la construction du second réseau en 1926 (lignes Yffiniac - Matignon et Le Guildo - Saint-Briac).
La gare de Plancoët permettait la correspondance avec la ligne Lamballe - Lison de la Compagnie des chemins de fer de l'Ouest. Grâce à cette correspondance, la ligne eut un trafic assez important.
Le seul ouvrage d'art important de cette ligne était le pont du Guildo permettant à la ligne de franchir l'Arguenon à Notre-Dame-du-Guildo. Ce pont mixte avait été renforcé pour le passage de la voie ferrée. Il a été démoli en 1974.

### Ligne Quintin - Rostrenen
La ligne de Quintin à Rostrenen a été inaugurée le 15 mai 1907 et fermée le 1er août 1938. Elle était longue de 45 km et a été déclassée le 27 avril 1939.
La gare de Quintin était une gare de correspondance avec la ligne Saint-Brieuc - Loudéac de la Compagnie des chemins de fer de l'Ouest (elle disposait en particulier d'un portique pour les transbordements). Rostrenen était également une gare de correspondance mais avec le Réseau breton (ligne Carhaix - Loudéac). Jusqu'à la construction de la ligne Guingamp - Saint-Nicolas-du-Pélem (second réseau), cette ligne resta isolée. Toutefois, des échanges de matériel pouvaient se faire avec le Réseau breton.
Cette ligne de campagne permettait en particulier de desservir les chefs-lieux de canton que sont Corlay et Saint-Nicolas-du-Pélem. Cette zone étant peu peuplée, la fermeture lors des plans d'économie était inévitable.
Il n'y avait qu'un seul ouvrage d'art important sur la ligne, la passerelle de Quintin (démolie).

## Le second réseau
Devant le succès du premier réseau, le conseil général décida la création d'un second afin de couvrir l'ensemble du département. Ce second réseau, de 13 lignes, fut déclaré d'utilité publique le 28 mars 1912. Un autre concessionnaire en obtint l'exploitation. Il avait également obtenu la concession du second réseau des Chemins de Fer Départementaux du Finistère. La société d'exploitation créée pour ces deux réseaux était la Compagnie des Chemins de fer armoricains. La Première Guerre mondiale stoppa la construction des lignes. Elle eut également pour effet de grever la situation financière des compagnies concessionnaires. Le matériel n'avait pas été épargné non plus par le défaut d'entretien et la réquisition de wagons par le génie militaire.
Face à ces difficultés, le département décida de racheter les réseaux selon les clauses des cahiers des charges. Cette reprise fut effective le 1er janvier 1920. Afin d'assurer la stabilité financière, certaines lignes du second réseau ne furent finalement pas construites : Collinée à Merdrignac, Brons à Plélan, Dinan à Evran, Callac à Plouëc, Moncontour à Cartravers.

### Ligne Lannion - Plestin-les-Grèves

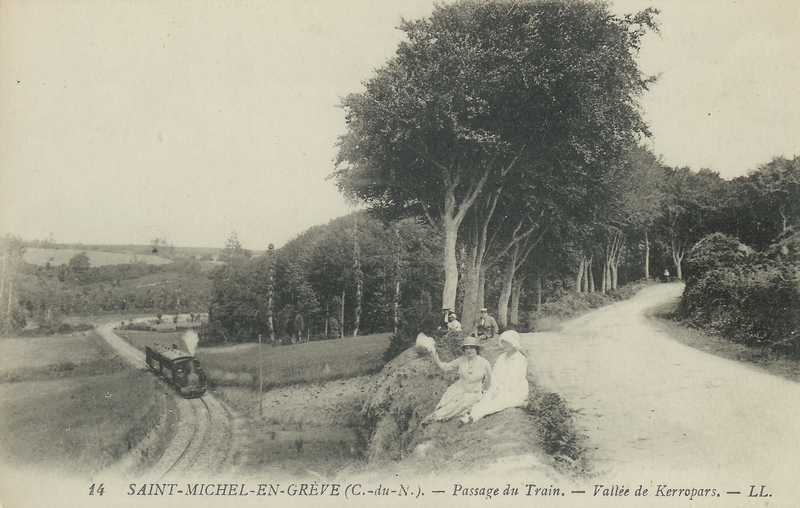
Le train à Saint-Michel-en-Grève

La construction de la ligne de Lannion à Plestin-les-Grèves fut votée dès août 1904 et déclarée prioritaire en 25 août 1910 mais elle ne fut déclarée d'utilité publique que le 28 mars 1912 (comme les autres lignes du second réseau). Les travaux débutèrent en août 1912. Une première partie de la ligne entre Plestin-les-Grèves et Pont-Menou (limite avec le département du Finistère) fut mise en service le 21 juillet 1914 pour le trafic voyageur et le 1er juillet 1916 pour les marchandises. La seconde partie entre Plestin et Lannion fut inaugurée le 1er juillet 1916 aux voyageurs et le 15 juillet 1916 aux marchandises. La ligne ferma le 1er janvier 1937 et fut déclassée le 27 avril 1939.
C'était la première ligne du second réseau à être inaugurée. Elle fut la seule exploitée par les Chemins de fer armoricains (concessionnaire du second réseau). La construction des autres lignes ayant été interrompue pendant la Première Guerre mondiale, elle n'ouvrirent qu'après le passage à l'exploitation en régie départementale.
Une seconde ligne (dans la continuité de celle-ci) de Plestin-les-Grèves à Morlaix était gérée par les CFA. Malheureusement la reprise de l'exploitation en régie provoqua une désorganisation du service ce qui eut pour effet d'accélérer la fermeture.
Les seuls ouvrages d'art importants de la ligne étaient les passerelles de Saint-Efflam en Plestin-les-Grèves. À Saint-Michel-en-Grève, la voie longeait la plage ce qui nécessita la construction de pare-lames. Ceux-ci furent mis à rude épreuve lors des différentes tempêtes. Ainsi la grande marée du 22 septembre 1918 les endommagea sérieusement. Le trafic fut interrompu pendant quatre jours.
Un livre de Laurent Goulhen concerne cette ligne. Il a été publié aux éditions Skol Vreizh en 2004. Il fait partie d'une série consacrée aux « Petits Trains du Trégor ».

### Ligne Lamballe - Saint-Alban
La ligne de Lamballe à Saint-Alban a été inaugurée le 15 juillet 1922 et fermée le 31 décembre 1948. Elle mesurait 11,4 km et a été déclassée le 2 décembre 1949.
La gare de Lamballe était une gare de correspondance avec la ligne Rennes - Brest de la Compagnie des chemins de fer de l'Ouest. Toutefois il n'existait pas d'équipement de transbordement particulier pour les marchandises. La ligne permettait de rejoindre les lignes côtières de l'est du département facilitant ainsi l'accès aux plages du Val-André et d'Erquy pour les voyageurs venant de Paris.
La ligne ne comportait pas d'ouvrage d'art important.

### Ligne Paimpol - Plouha

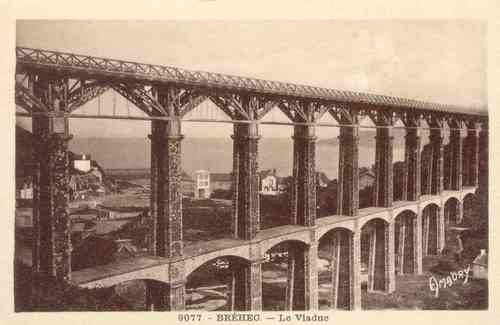
Le viaduc de Bréhec

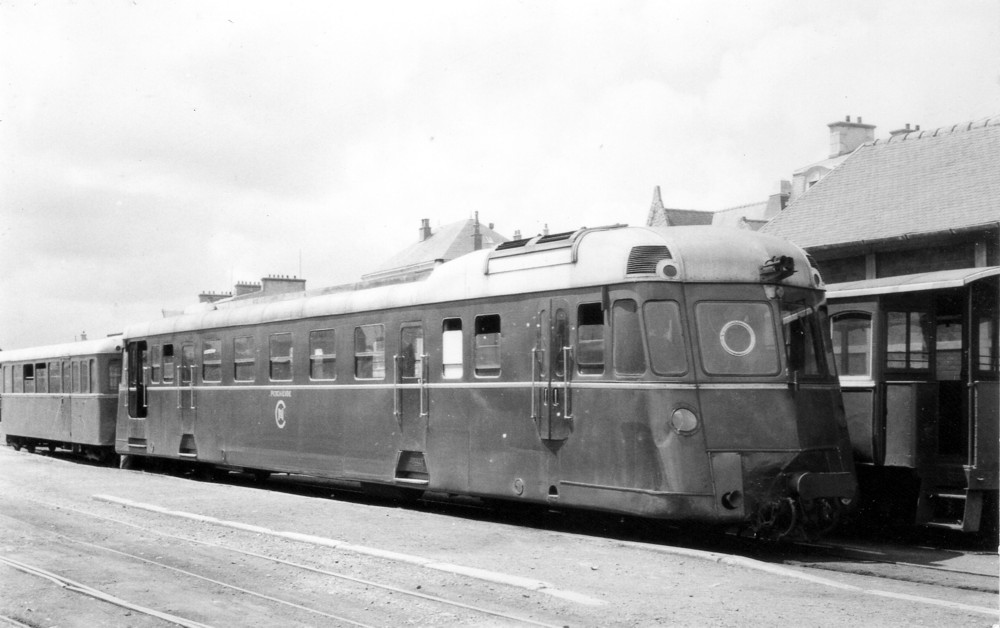
Autorail Renault ABH6 et sa remorque à Paimpol en 1955

La ligne Paimpol à Plouha a été inaugurée le 11 juillet 1922 et fermée le 31 décembre 1956. Elle était longue de 19 km. Elle a été déclassée le 27 janvier 1958.
Peu après le viaduc de Bréhec, la ligne passait à proximité de Plouézec et Kerity. En 1924, les conseils municipaux demandèrent la création d'abris au niveau des arrêts du Questel et de Guillardon. Cette demande fut acceptée en mai 1924.
Cette ligne est souvent associée à celle de Saint-Brieuc à Plouha à cause de leur situation et leur histoire puisqu'elles sont les dernières à fermer après être restées pendant six ans les uniques rescapées du réseau.
Bien que la Ligne Paimpol - Plouha soit également en bord de mer et dans le prolongement de la ligne Saint-Brieuc - Plouha, elles comptent moins d'ouvrages d'art que cette dernière:
- La passerelle de Kermanac'h à Plouézec (Démolie).
- Les passerelles de Bréhec à Plouézec (Démolies).
- Le viaduc de Bréhec entre Plouézec et Plouha.

Ce viaduc, détruit en 1972, dominait la plage de Bréhec. Comme le viaduc de Souzain, il a fortement marqué l'histoire locale et est toujours très présent dans la mémoire des habitants.

### Ligne Guingamp - Saint-Nicolas
La ligne de Guingamp à Saint-Nicolas-du-Pélem a été inaugurée le 12 janvier 1924 et fermée le 1er août 1938. Longue de 39,6 km, elle a été déclassée le 27 avril 1939.
Cette ligne complétait l'étoile ferroviaire de la gare de Guingamp avec la possibilité d'aller dans six directions : vers Saint-Brieuc et Brest avec la ligne de la Compagnie des chemins de fer de l'Ouest, vers Carhaix et Paimpol avec la ligne du Réseau breton, et enfin vers Plouha et Saint-Nicolas-du-Pélem avec les Chemins de Fer des Côtes-du-Nord. La gare de Saint-Nicolas-du-Pélem permettait la jonction avec la ligne Quintin - Rostrenen du premier réseau.
Cette ligne ne comptait que deux ouvrages d'art importants :
- Viaduc de Cadolan - Guingamp (Démoli)
- Viaduc de Kerlosquer - Ploumagoar

### Ligne Yffiniac - Matignon
La ligne d'Yffiniac à Matignon a été inaugurée en 5 étapes : le 23 février 1924 entre Yffiniac et Saint-Alban, le 11 juillet 1922 entre Saint-Alban et Erquy, le 3 février 1924 entre Erquy et Pléherel, le 3 novembre 1925 entre Pléherel et Plévenon, et le 27 juin 1926 entre Plévenon et Matignon. Elle a été fermée le 31 décembre 1948 et déclassée le 2 décembre 1949.
Elle se séparait de la ligne Saint-Brieuc - Moncontour au niveau d'Yffiniac pour longer la côte à l'est du département. Avec ses 51,5 km, il s'agissait de la plus longue des lignes du réseau. C'était sans doute la plus connue des lignes de l'est du département en raison de son aspect touristique.

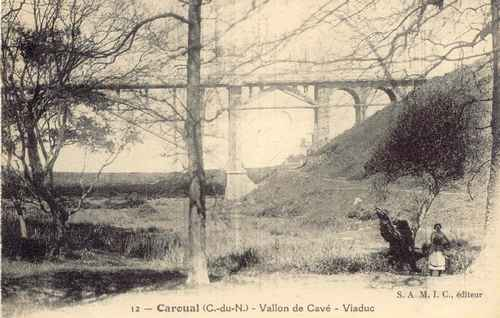
Le Viaduc de Caroual ou de Cavé

Le 14 septembre 1929, un train dérailla sur cette ligne aux environs de la station de Port-à-la-Duc. La locomotive tomba de la falaise. Le chauffeur, ayant sauté lors du déraillement, fut tué. Resté dans la locomotive, le mécanicien fut grièvement blessé mais survécut.
Les principaux ouvrages d'art étaient :
- Viaduc des Ponts-Neufs - Hillion
- Viaduc du Préto - Pléneuf-Val-André (Démoli)
- Viaduc de Caroual ou de Cavé - Erquy
- Passerelle de la Côtière - Erquy
- Ponceau de la Côtière - Erquy
- Viaduc de Port-Nieux - Fréhel

### Ligne Tréguier - Paimpol

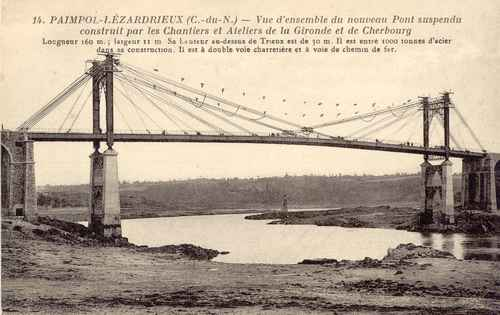
Le viaduc de Lézardrieux après transformation

La ligne de Tréguier à Paimpol a été inaugurée le 1er mai 1924 et fermée le 31 mars 1950. Longue de 20 km, elle a été déclassée le 29 septembre 1950.
Une branche de cette ligne partait de Pleumeur-Gautier et allait jusqu'à Pleubian. La gare de Pleumeur-Gautier était disposée en triangle avec au centre, le bâtiment voyageurs.
Cette ligne permettait d'achever le parcours côtier d'est en ouest du département. Elle a également permis de relier les lignes de l'ouest du département au reste du réseau.

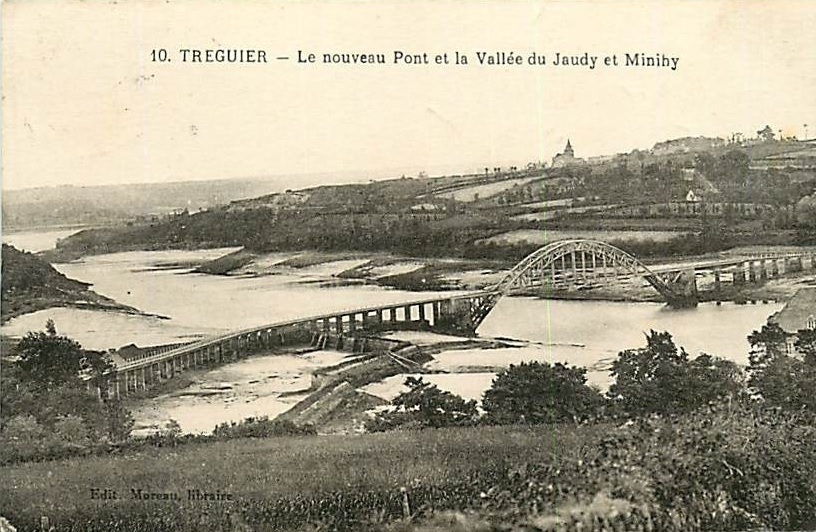
Le viaduc sur le Jaudy, vers 1925

La ligne comportait deux viaducs majeurs : le viaduc de Lézardrieux (un des rares ponts-rails à haubans de France) pour franchir le Trieux et le viaduc sur le Jaudy, pont en arc à Tréguier. Ce dernier a été détruit en 1944 par les Forces françaises de l'intérieur. Le réseau fut de ce fait coupé en deux. Des travaux de reconstruction démarrèrent en septembre 1946. Le coffrage de l'arc central s'effondra lors du chantier, dû à la mauvaise qualité des matériaux utilisés. Les travaux furent abandonnés, ce qui accéléra les fermetures des lignes à l'ouest de Paimpol.

### Ligne Plémy - Loudéac
La ligne de Plémy à Loudéac a été inaugurée le 6 avril 1925 et fermée le 1er avril 1937. Elle mesurait 21,6 km et a été déclassée le 27 avril 1939. L'inauguration officielle a eu lieu le 29 mars 1925.
Il s'agissait d'une branche de la ligne Moncontour - Collinée qui permettait de rejoindre la gare de Loudéac. Celle-ci était une gare de correspondance avec la Compagnie des chemins de fer de l'Ouest et le Réseau breton.
Cette ligne a eu la vie la plus courte puisqu'elle n'a existé que douze années. Sa mise en service tardive et le fait qu'elle ne touche pas beaucoup de personnes n'y sont pas étrangers.
Le principal ouvrage d'art de la ligne était le pont sur le Lié à Plouguenast.

### Ligne Collinée - Dinan

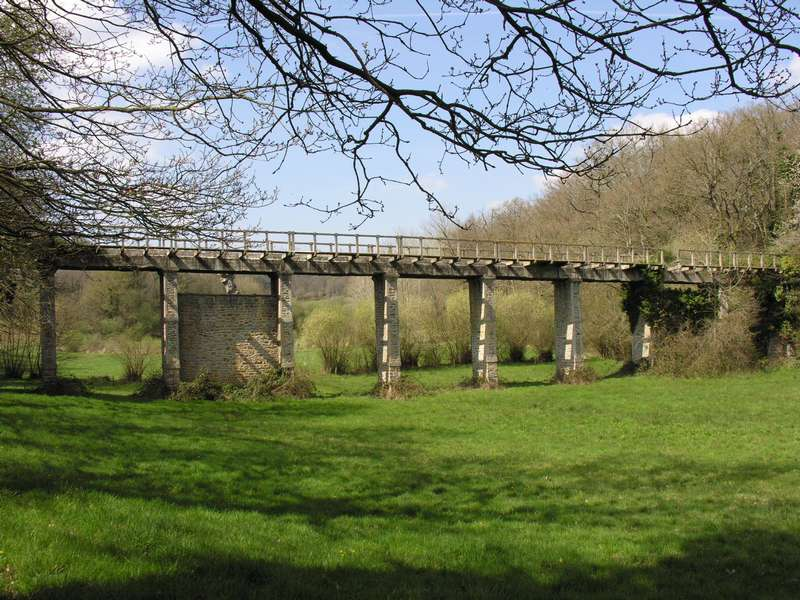
Les passerelles du Gouray en 2005

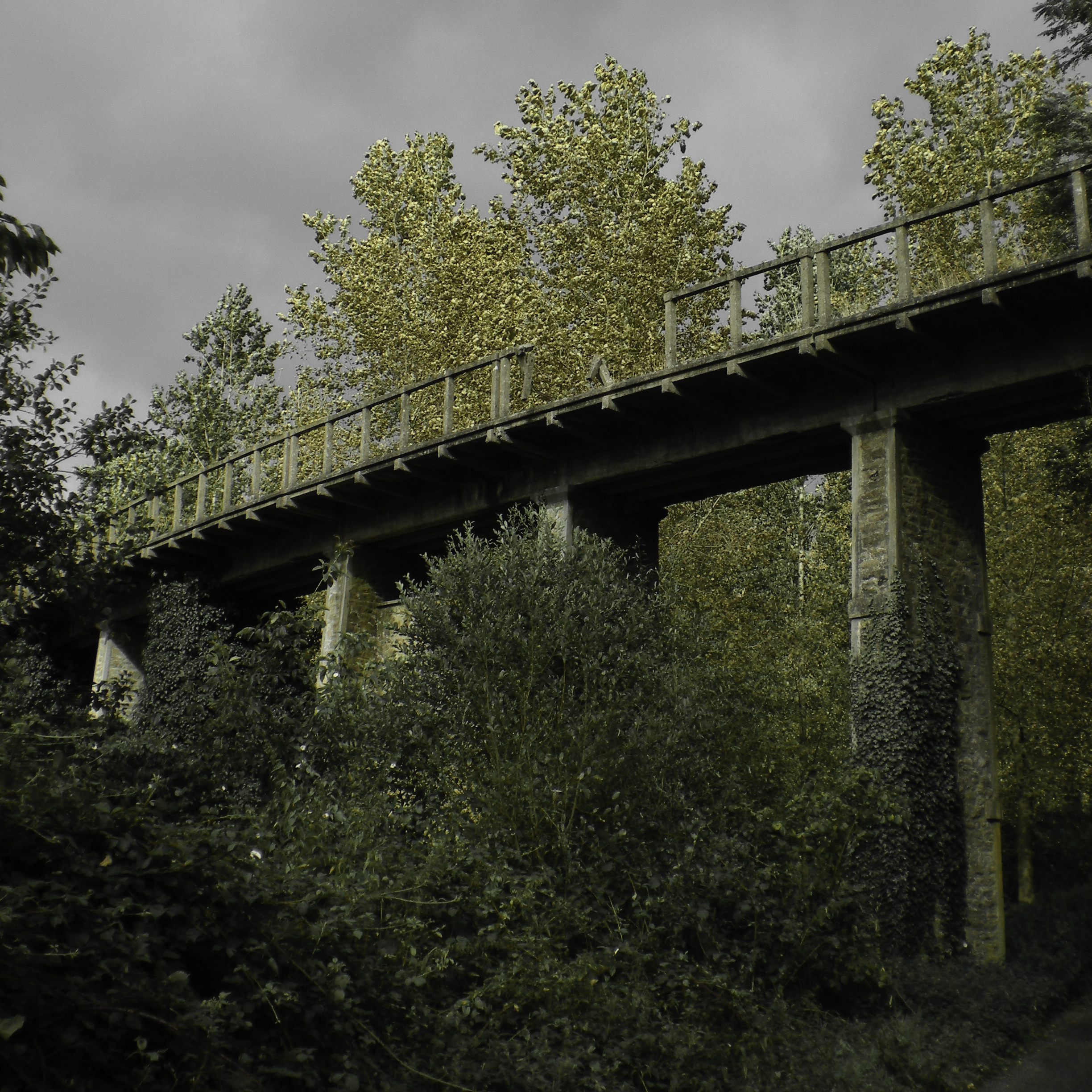
Passerelle des Clairets à Jugon

La ligne de Collinée à Dinan a été inaugurée le 8 octobre 1925 et fermée le 1er avril 1937. Longue de 47,1 km, elle était dans la continuité de la ligne Moncontour - Collinée. Elle a été déclassée le 27 avril 1939.
Ce projet de ligne faillit ne pas aboutir à cause de difficultés consécutives à la Première Guerre mondiale. La volonté des élus permit sa réalisation mais son faible rendement la condamna à une fermeture rapide. Si la ligne Collinée - Merdrignac avait également vu le jour, la gare de Collinée serait devenue une étoile, ce qui aurait peut-être permis une meilleure rentabilité.
Son exploitation se limita presque exclusivement à des automotrices De Dion-Bouton JM et leurs remorques KX qui effectuaient le parcours direct de Saint-Brieuc à Dinan. Elle croisait la ligne Paris - Brest de la Compagnie des chemins de fer de l'Ouest au niveau de Plénée-Jugon. Juste avant la station de Jugon, la ligne empruntait un petit pont et l'un des rares tunnels du réseau, la galerie de la petite chaussée. Elle remontait ensuite en forte pente en empruntant la passerelle des Clairets. À l'entrée de Dinan, le pont de l'Aublette permettait de franchir la ligne Dinan - La Brohinière (Compagnie des chemins de fer de l'Ouest).
Les principaux ouvrages d'art de la ligne étaient :
- Passerelles du Gouray - Le Gouray
- Pont du Marchis - Jugon
- Galerie de la petite chaussée - Jugon (tunnel)
- Passerelle des Clairets - Jugon
- Pont de l'Aublette - Dinan

### Ligne Saint-Briac - Le Guildo

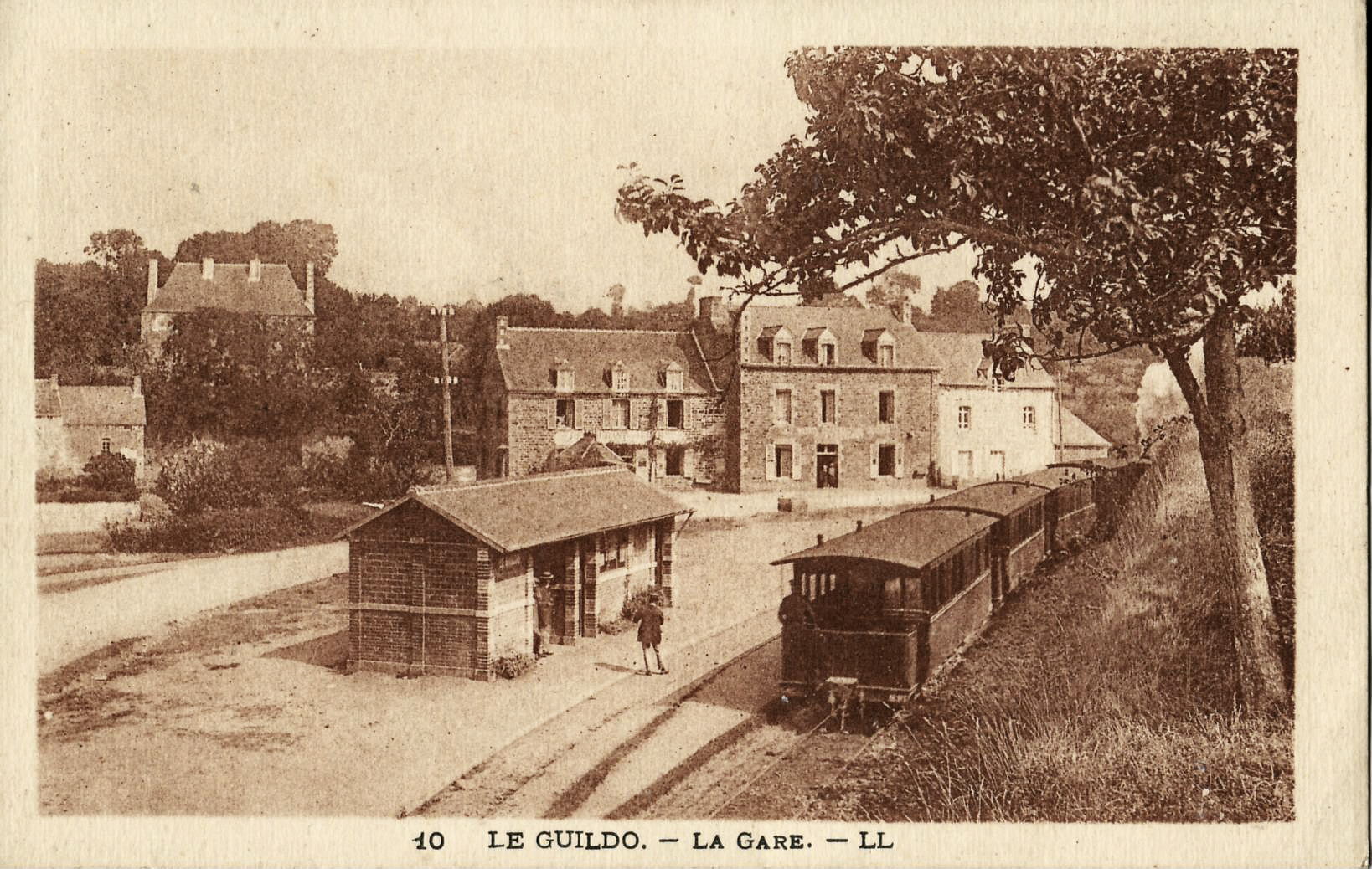
Une rame vapeur en gare du Guildo

La ligne de Saint-Briac-sur-Mer au Guildo a été inaugurée le 14 juillet 1926 jusqu'à Lancieux et fermée le 15 février 1939. Elle mesurait 11 km jusqu'à la gare de Lancieux. Elle a été déclassée le 27 avril 1939.
Entre Ploubalay et Lancieux, la ligne longeait la route puis elle continuait en site propre pour rejoindre la gare de Notre-Dame-du-Guildo. Cette gare permettait la correspondance avec la ligne Saint-Cast-le-Guildo - Plancoët.
Cette ligne permettait de rejoindre le département d'Ille-et-Vilaine et le tramway de Saint-Briac à Dinard. Toutefois le pont sur le Frémur (seul ouvrage d'art de la ligne - situé entre Lancieux et Saint-Briac-sur-Mer) ne fut terminé qu'en 1928 au moment où la ligne du tramway fermait. La jonction ne fut donc jamais réalisée. La section entre Lancieux et Saint-Briac-sur-Mer fut ouverte seulement en 1932. Située à l'extrémité du pont, la gare de Saint-Briac-sur-Mer ne fut jamais achevée : il n'y eut aucun bâtiment construit.
Ce fut l'une des lignes les plus éphémères du réseau (à peine 13 ans d'existence).

## Saint-Brieuc

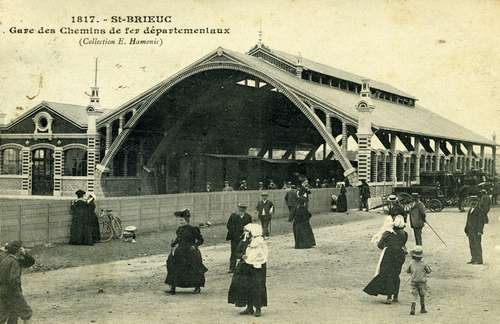
La Gare Centrale de Saint-Brieuc

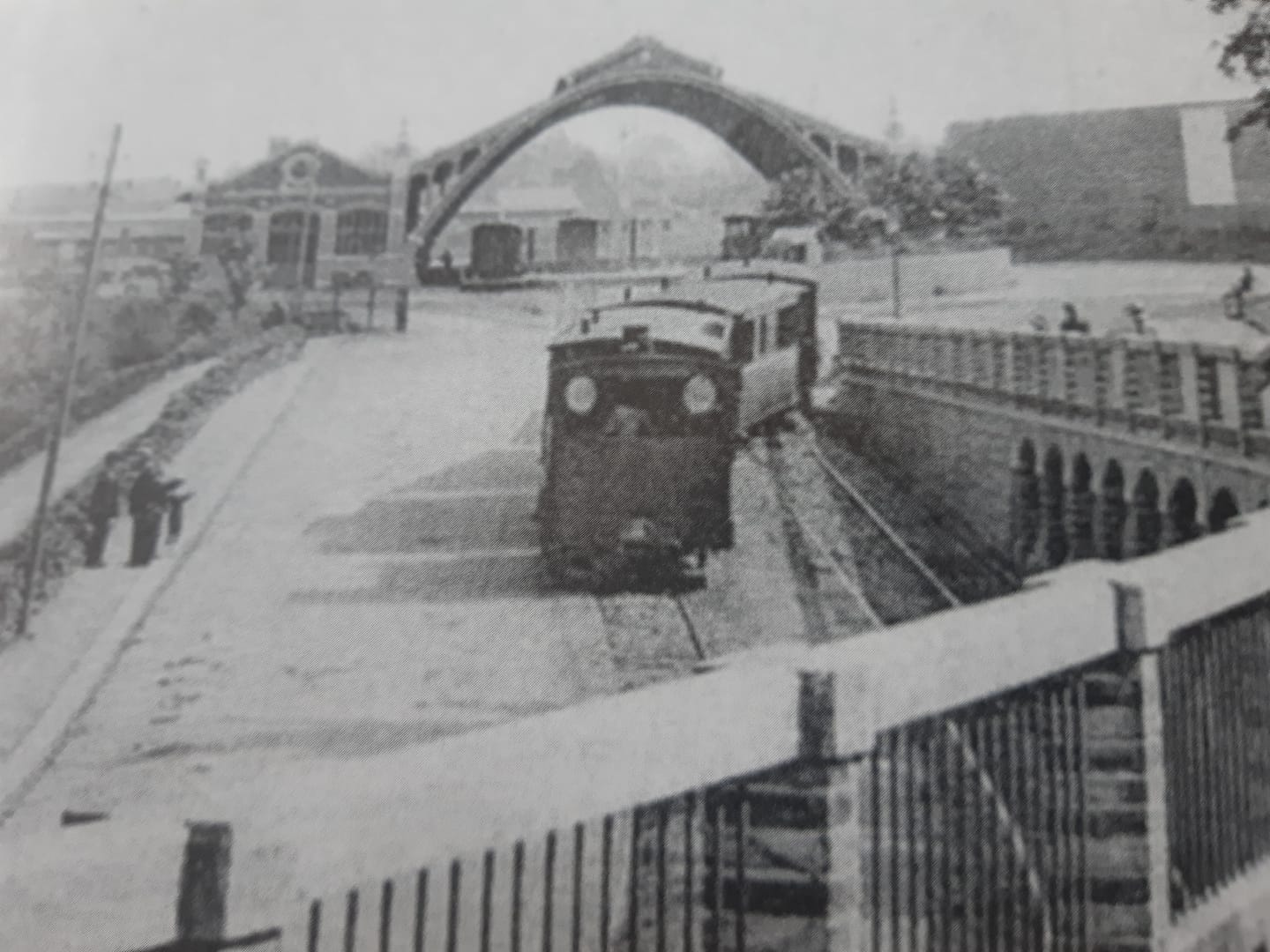
Maneuvres en gare de Saint-Brieuc

Le visage de la ville de Saint-Brieuc a été véritablement bouleversé par l'arrivée du train départemental. En effet, la ville est composée de deux vallées importantes (le Gouëdic et le Gouët), ce qui a imposé la création de plusieurs ouvrages d'art.
Au cœur du réseau, la gare Centrale était le point de départ de 4 lignes : Plouha, Le Phare, Moncontour et la gare de l'Ouest. Deux dépôts ont été construits à proximité. Le premier, boulevard Waldeck-Rousseau servait principalement aux locomotives à vapeur tandis que le second à Cesson était destiné aux travaux lourds sur le matériel.

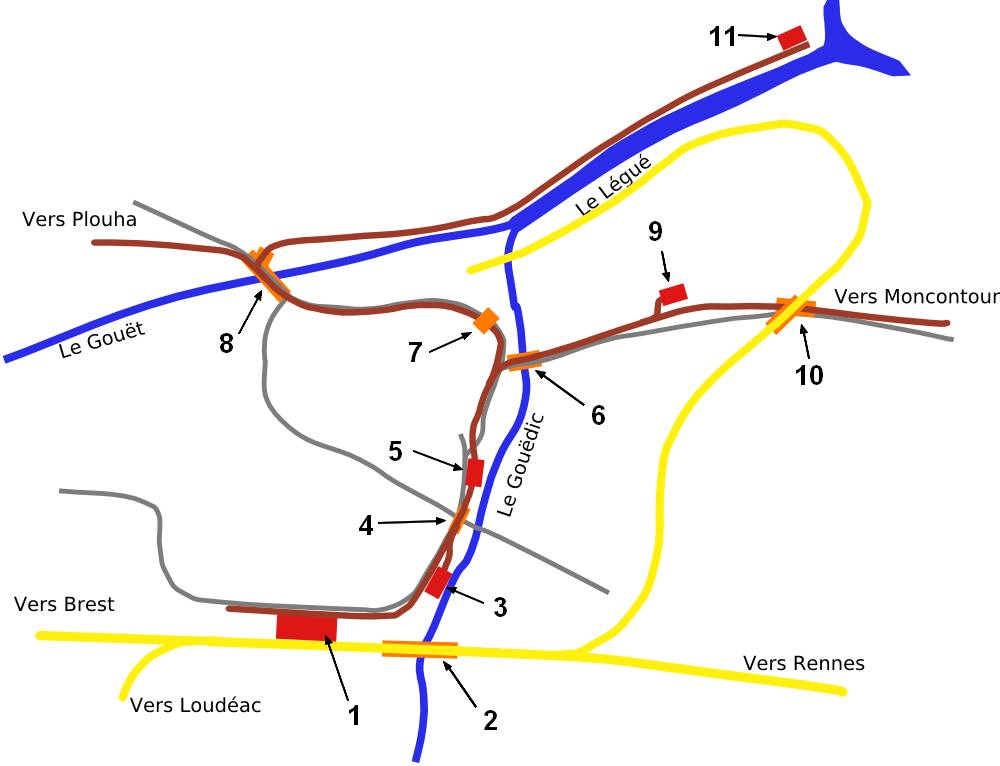
Plan des installations ferroviaires à Saint-Brieuc

Le schéma ci-contre montre l'ensemble des installations ferroviaires de la ville de Saint-Brieuc.
Code des couleurs :
- gris : quelques rues importantes
- bleu : les cours d'eau
- jaune : les lignes de la Compagnie des chemins de fer de l'Ouest
- rouge brique : les lignes du réseau départemental
- rouge : les bâtiments ferroviaires
- orange : les ponts et viaducs

Description des éléments :
1. Gare de la Compagnie des chemins de fer de l'Ouest et gare CdN du boulevard Charner
2. Viaduc ferroviaire du Gouédic (Compagnie des chemins de fer de l'Ouest)
3. Ateliers CdN du boulevard Waldeck Rousseau
4. Pont de Gouëdic
5. Gare Centrale
6. Viaduc de Toupin
7. Pont de Rohannec'h
8. Viaduc de Souzain
9. Ateliers CdN de Cesson
10. Pont des Courses
11. Terminus de la pointe de l'aigle dit également « Le Phare »

La route longeant la voie entre les points 5 et 8 est appelée « les nouveaux Boulevards » ou « boulevards Harel de la Noë ». Elle a également été construite pour le chemin de fer des Côtes-du-Nord

## Le train au quotidien
Le train des Côtes-du-Nord a fortement marqué les habitants du département. Il rythmait leur vie par ses passages réguliers. Ce ne fut donc pas sans émotion qu'ils virent la dernière ligne fermer en 1956.

### Perception par la population

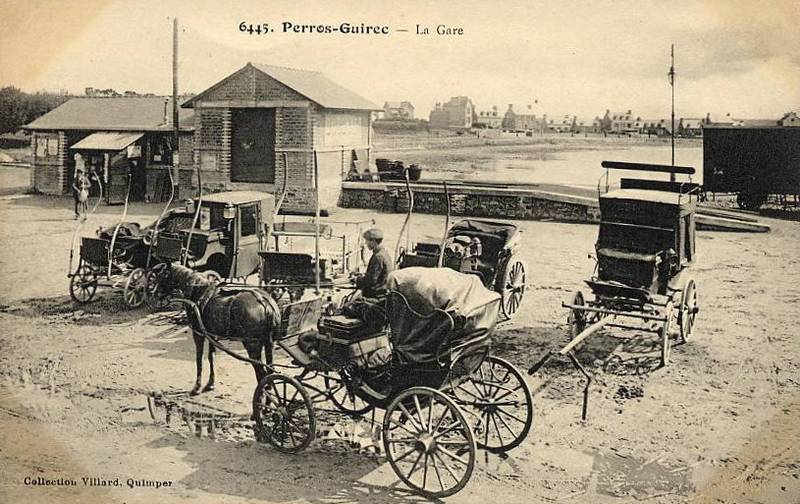
La gare de Perros-Guirec

L'arrivée du chemin de fer dans le département provoqua des réactions contradictoires dans la population. Tout d'abord ceux qui étaient loin d'une ligne demandaient la modification du parcours ou la mise en place d'une halte. Ceux qui, à l'inverse, étaient situés à proximité immédiate d'une ligne récriminaient contre les nuisances occasionnées par les passages des trains. Ils critiquaient la vitesse des trains provoquant des accidents en ville, la fumée empêchant l'aération et les flammèches provoquant des incendies. Ceci donna lieu à des pétitions comme celle des habitants de Perros-Guirec en 1927.
Toutefois, en général, l'accueil de la population était plutôt favorable. Le train permettait d'aller simplement au marché, aux fêtes et foires. Des trains spéciaux étaient parfois mis en place à ces occasions. Les lignes côtières étaient très appréciées car elles permettaient d'accéder rapidement aux plages.
Le passage régulier des trains rythmait la vie des habitants, qui pouvaient ainsi savoir quelle heure il était. Il n'était pas rare que les personnes se retrouvent à la gare simplement pour prendre des nouvelles et converser. Pour les enfants, la gare et les ponts étaient des terrains de jeu. Ils s'amusaient à poser des pièces de monnaie sur les rails pour les déformer, à jeter des pierres dans les tombereaux de pommes pour en faire tomber et les manger, ou tout simplement à faire la course avec le train. Parfois, ces jeux étaient plus dangereux, comme lorsqu'ils poussaient les wagons garés ou lorsqu'ils posaient des cailloux sur la voie pour faire dérailler le train. Il arrivait que ces jeux se terminent par des accidents, heureusement sans gravité.
Les accidents provoquaient régulièrement les huées de la population. Certaines personnes ne juraient plus que par la voiture et contestaient l'intérêt du chemin de fer. Cela a certainement accéléré la fermeture du réseau. Toutefois, vu l'affluence du dernier train (20 000 passagers selon la presse de l'époque), on comprend qu'ils étaient tout de même très attachés à leur train.
Certains, comme Marcel Andro, ont même tenté d'empêcher la fermeture en lançant une campagne d'affichage et de tracts à ses frais pour alerter l'opinion publique. Une pétition est lancée et un comité de défense est créé. Ces efforts resteront vains.

### Accidents
Les Chemins de Fer des Côtes-du-Nord ont connu de nombreux accidents. Toutefois, il y eut peu d'accidents graves , vu le nombre de kilomètres parcourus par les trains. On trouve ainsi de nombreux incendies causés par les flammèches ou par les allumettes que les fumeurs jetaient par les portières. Il y eut également plusieurs déraillements ou tentatives dus à la présence de cailloux sur la voie.
Une autre cause d'accidents était la présence d'animaux sur les voies. Parfois, il s'agissait de personnes qui n'avaient pas entendu le train ou avaient été éblouis. Toutefois la majorité des accidents était due à la négligence des premiers automobilistes aux passages à niveau. La majorité de ces passages n'étaient pas gardés mais protégés par un panneau de signalisation, une simple croix de Saint-André. L'augmentation du nombre d'automobiles, en particulier avant la Seconde Guerre mondiale, entraîna l'augmentation du nombre d'accidents.
Principaux accidents :
- 19 août 1905, Saint-Brieuc : collision entre un train de travaux et le train Saint-Brieuc - Saint-Quay. Le train de travaux, après avoir fait de l'eau, aurait dû remonter jusqu'à la gare centrale puis redescendre sur la bonne voie. Le chef de train pensait qu'il avait le temps d'atteindre l'aiguille avant le train régulier. Cette collision causa des dégâts matériels (en particulier une avarie de la locomotive du régulier) mais aussi humains (l'équipe de conduite et des voyageurs furent blessés)[68] ;

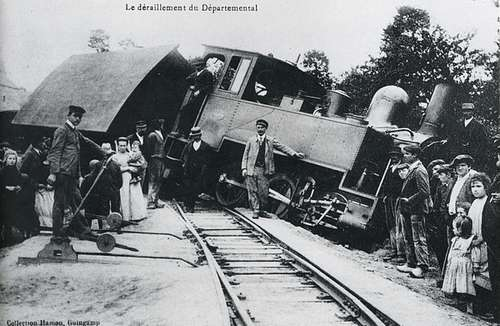
Le déraillement de Guingamp en 1909

- 24 août 1909, Guingamp : déraillement du train tracté par la 030T Blanc-Misseron no 18. Il n'y eut que quelques blessés. Cet accident aurait pour origine des cailloux posés sans doute par des enfants sur la voie[69],[70] ;
- 18 décembre 1920, Tréguier : déraillement d'un train sur les Ponts noirs. La locomotive, le fourgon et un wagon de charbon sont sortis des rails. Une partie du chargement du wagon est tombée dans la rivière. Cinq voyageurs sont légèrement blessés[71] ;
- 14 septembre 1929, Port-à-la-Duc : déraillement d'un train. La locomotive (no 34) et le fourgon tombent dans un ravin en contrebas de la voie. Le chauffeur est tué en sautant de la locomotive. Le mécanicien qui était resté à bord fut grièvement blessé mais survécut[49],[46]. Cet accident est dû aux fortes pluies provoquant l'instabilité du terrain et de la voie ;
- 7 juillet 1932, Saint-Quay-Portrieux : collision entre une voiture et un train à un passage à niveau. Bilan : deux morts[72] ;
- 5 septembre 1933, Erquy : collision frontale entre une automotrice De Dion Bouton et un train tracté par une locomotive vapeur 030T Corpet-Louvet. Trois personnes décèdent et vingt autres sont blessées dans cet accident[72] ;
- 6 septembre 1936, Mabiliès : collision entre un car et un train au niveau d'un passage à niveau. Connaissant les horaires des trains, le conducteur du car n'avait pas marqué l'arrêt. Malheureusement, il s'agissait d'un train supplémentaire. Neuf passagers du car sont blessés[73] ;
- 29 novembre 1940, Saint-Brieuc : déraillement d'un train de marchandises sur l'aiguillage de la bifurcation du Légué sur le viaduc de Souzain. La locomotive tomba dans la vallée. Le mécanicien et le chauffeur ayant sauté avant ne furent pas blessés[74] ;
- 23 novembre 1944, Saint-Brieuc : déraillement de l'autorail De Dion Bouton OC1 no 16 sur le viaduc de Souzain alors qu'il était en rodage à la suite de la révision d'après-guerre (les autorails n'avaient pas pu circuler pendant la Seconde Guerre mondiale du fait de la pénurie de carburant). Une défaillance des freins était à l'origine de ce déraillement. La vitesse de l'autorail a été évaluée à plus de 120 km/h[75].

### Le chemin de fer des Côtes-du-Nord et la résistance
Lors de la Seconde Guerre mondiale, le chemin de fer des Côtes-du-Nord fut un acteur de la résistance. Les Allemands réquisitionnaient le matériel pour la construction du Mur de l'Atlantique. Du personnel du chemin de fer détourna du matériel et des matériaux comme des sacs de ciment, du sable et des cailloux, facilita les voyages des résistants et échangea des faux papiers.
Les résistants étaient assez actifs dans le département. De nombreux actes de sabotages furent menés. Au total, plus d'une cinquantaine ont été recensés. Les principales actions consistaient au sabotage de la voie pour provoquer des déraillements, ou au sabotage du matériel roulant et des signaux.
Le plus souvent le personnel était prévenu qu'il y aurait une action et de ce fait il n'y eut aucune victime. L'un des actes les plus impressionnants fut la destruction du viaduc sur le Jaudy à Tréguier par les FFI le 15 août 1944. Cet acte eut pour effet de couper le réseau en deux et de désorganiser le trafic.
Les Alliés réalisèrent de nombreux mitraillages. Il y eut par exemple le mitraillage d'un train dans la région de Lamballe le 27 janvier 1943 où le mécanicien, Léon Catros, fut blessé à la jambe.
Deux ouvrages traitent du train des Côtes-du-Nord au cours de la Seconde Guerre mondiale :
- « Le Petit train des Côtes-du-Nord - Une entreprise dans la tourmente de la seconde guerre mondiale » - Revue d'histoire no 19 de l'Association des chemins de fer des Côtes-du-Nord à partir d'une étude d'Alain Lozac'h
- « La bataille du rail dans les Côtes-du-Nord » réalisé par le Comité pour l'Étude de la Résistance populaire des Côtes-du-Nord à partir d'une étude de Serge Tilly et Alain Prigent.

### Exploitation
Le tableau ci-dessous reprend les chiffres de l'exploitation par an. En 1908, seul le premier réseau était construit. En 1922, une partie du second réseau était construit. En 1926, le réseau était à son apogée.
| Année | Nombre de voyageurs | Marchandises (en tonnes) | Recettes (en FF) | Dépenses (en FF) | Résultat d'exploitation (en FF) |
| ----- | ------------------- | ------------------------ | ---------------- | ---------------- | ------------------------------- |
| 1908  | 806 915             | 198 027                  | 815 685          | 695 234          | 120 451                         |
| 1922  | 1 028 376           | 204 711                  | 3 196 836        | 3 043 284        | 153 552                         |
| 1926  | 1 600 326           | 189 380                  | 7 133 244        | 8 040 055        | −906 811                        |
| 1928  | 1 404 278           | 211 656                  | 8 541 730        | 9 986 258        | −1 444 528                      |
| 1930  | 1 309 480           | 225 513                  | 3 635 042        | 5 127 468        | −1 492 425                      |
| 1945  | 991 569             | 94 080                   | 29 578 971       | 31 712 529       | −2 133 558                      |
| 1946  | 1 402 000           | 130 000                  |                  |                  |                                 |
| 1947  | 1 609 000           | 160 117                  |                  |                  |                                 |

On remarque une situation paradoxale : le trafic augmente mais le déficit augmente en même temps. En 1948, le déficit atteint 40 522 000 FF.
L'arrivée des automotrices en 1923 permit de réduire le coût du transport des voyageurs par rapport aux trains à vapeur. Au fur et à mesure des années, les autorails prennent le dessus sur les trains remorqués par des locomotives à vapeur qui furent reléguées au transport des marchandises et aux trains supplémentaires lors de la saison d'été. Le tableau ci-dessous permet de voir l'évolution kilométrique des trains vapeur et des automotrices par an pour la ligne du Légué.
| Année | Vapeur | Automotrice | Total  |
| ----- | ------ | ----------- | ------ |
| 1926  | 23 614 | 56          | 23 670 |
| 1927  | 21 886 | 1 346       | 23 232 |
| 1928  | 22 466 | 1 624       | 24 090 |
| 1929  | 22 276 | 1 214       | 23 490 |
| 1930  | 25 828 | 136         | 25 964 |
| 1931  | 26 142 | 448         | 26 590 |
| 1946  | 11 820 | 15 418      | 27 238 |

La domination de la traction vapeur sur cette ligne s'explique par le trafic marchandises mais également par l'affluence lors des beaux jours, nécessitant la mise en place de trains longs donc lourds et parfois le dédoublement de trains.
En 1910, le réseau employait 315 personnes (120 roulants, 90 ouvriers matériel, 92 ouvriers voie et bâtiment et 13 administratifs). En 1932, après l'ouverture du second réseau, il y avait 664 employés (222 roulants, 174 ouvriers matériel, 227 ouvriers voie et bâtiment et 41 administratifs).
Les locomotives utilisées sur le réseau ne permettaient pas d'atteindre une vitesse supérieure à 50 km/h en palier (20 km/h en côte de 30 pour mille). L'arrivée des autorails permet d'augmenter cette vitesse puisque les De Dion-Bouton OC1 pouvaient monter les rampes à 45 km/h. De leur côté, les autorails Renault ABH montaient à 65 km/h mais l'ajout d'une remorque faisait baisser cette vitesse à 25 km/h. Toutefois la vitesse sur le réseau était limitée à 50 km/h.

### Épilogue
Les années 1930 marquèrent le développement du transport automobile. Alors qu'en 1905, le département ne comptait que 85 automobiles, en 1932 12 492 véhicules étaient recensés. Face à la concurrence routière, par comparaison, l'automobile permettant plus de souplesse, le réseau a eu du mal à suivre. Bien que le nombre de voyageurs et de marchandises transportés ne cessèrent de croître, le déficit suivait la même tendance.
Les premières lignes fermèrent à partir de 1937. À la veille de la Seconde Guerre mondiale, il ne restait plus que 191 km de lignes en exploitation. Les destructions d'ouvrages et de matériel, ainsi que l'inflation du prix des matériaux et des coûts salariaux fragilisèrent un peu plus la régie. En avril 1950, à la suite de la fermeture de la ligne entre Pleubian et Paimpol, il ne restait plus qu'une ligne (Saint-Brieuc - Plouha - Paimpol).
Le principe de sa fermeture était acquis dès le 5 décembre 1949, mais un retard dans l'aménagement de la route nationale destinée à la remplacer lui donna un sursis de quelques années. Le 31 décembre 1956, le dernier train commercial circula entre Saint-Brieuc et Paimpol. La foule massée le long des voies pour ce dernier train montre l'attachement de la population à ce petit train. La presse en fit largement écho indiquant que le progrès était en route.
Les voies furent déposées en 1957. Une partie du matériel a été vendu à d'autres réseaux ou à des particuliers. Les bâtiments ont été récupérés par les collectivités pour en faire des gares routières ou pour servir de bureaux aux Ponts et Chaussées. Une autre partie a été vendue à des particuliers pour servir d'habitation.
Le personnel a été pour sa part reclassé dans les services du conseil général, mis en retraite anticipée, mis à la conduite des autocars de remplacement, ou continuent leur carrière sur le réseau breton ou à la Société nationale des chemins de fer français (SNCF).
Les ouvrages d'art ont été pour la plupart préservés mais ils subissent les outrages du temps. De nombreux, devenus dangereux ou inadaptés à la circulation automobile, ont été démolis.
En 1986, des passionnés ont créé l'Association des chemins de fer des Côtes-du-Nord pour préserver et mettre en valeur le patrimoine laissé par ce réseau. Elle préserve tous les témoignages et édite des livres et revues sur l'histoire du réseau.

## Infrastructure

### Bâtiments
L'architecture des bâtiments était caractéristique des réseaux des Côtes-du-Nord. Ceux du premier réseau étaient construits en briques alors que ceux du second réseau l'étaient en mortier de ciment. Les gares du premier réseau étaient réduites au strict minimum. La plupart du temps, il n'y avait pas de logement pour le chef de gare qui rentrait chaque soir chez lui. La gare était composée d'un bureau, d'un magasin pour le stockage du matériel, d'une salle d'attente et, dans le cas des gares de « type complet », d'une halle à marchandise accolée avec un quai haut pour le chargement de camion.

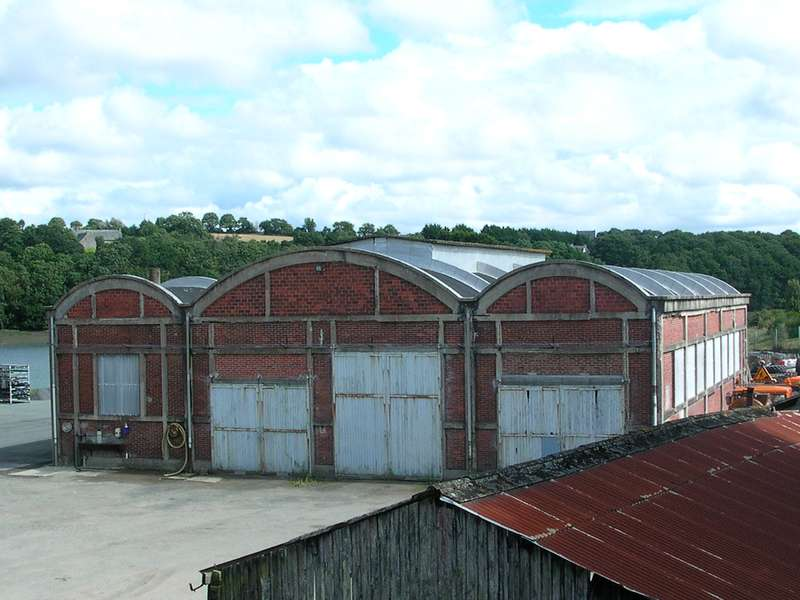
Le batiment du dépôt de Tréguier en 2005, désormais occupé par la brasserie "Philomenn"

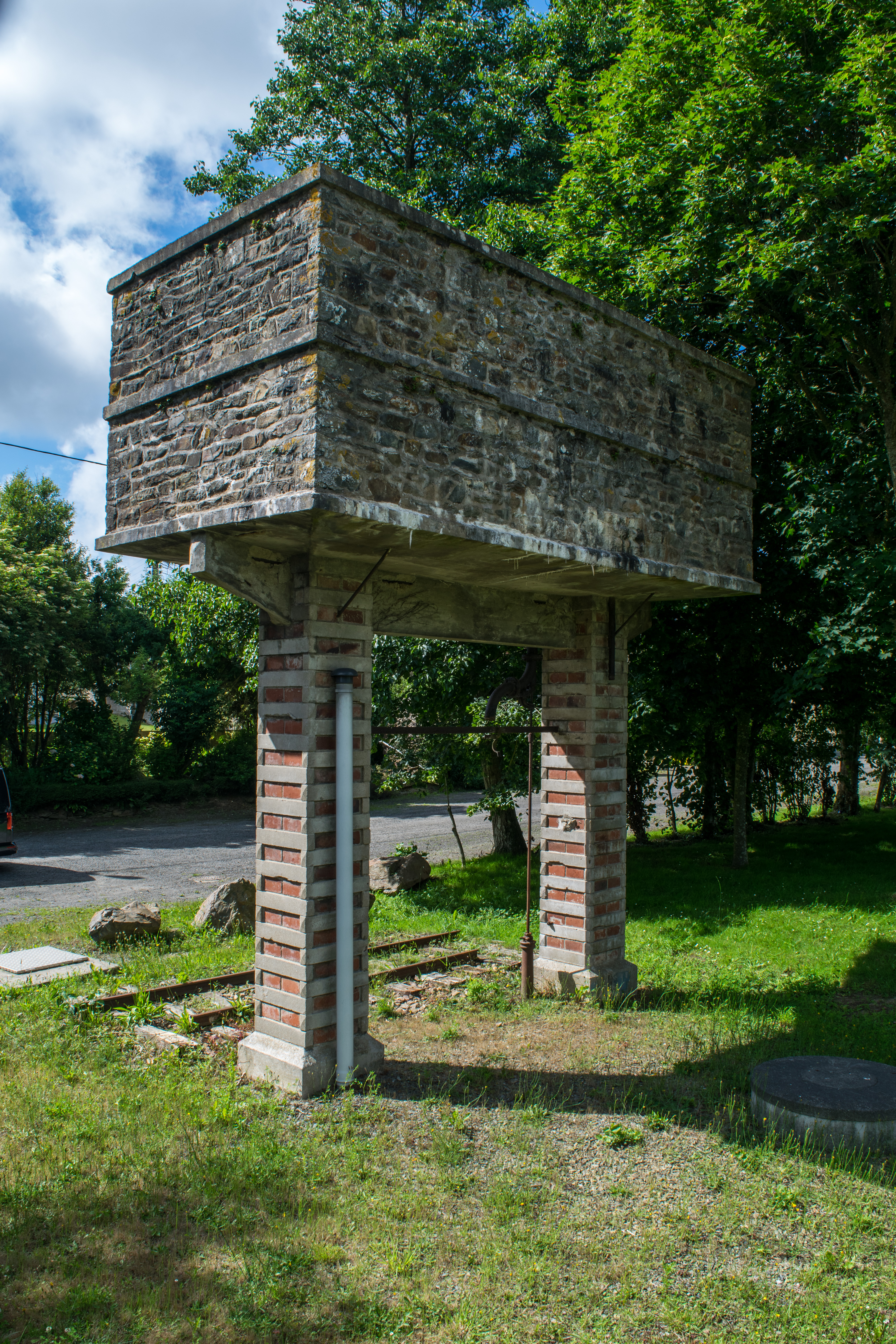
Chateau d'eau utilisé pour le chemin de fer des Côtes-du-Nord, au lieu-dit : "Langazou" (Minihy-Tréguier)

Seules les grandes gares, souvent situées aux nœuds du réseau possédaient un étage pour permettre le logement du chef de gare. On retrouvait ce type de gare à Lannion, Tréguier, Paimpol et Lamballe. Des remises à machines étaient disposées dans ces gares, ainsi qu'aux terminus des lignes.
La gare la plus remarquable du réseau était sans conteste la « gare centrale » à Saint-Brieuc. Située au centre du réseau, elle offrait quatre voies couvertes. Cette gare a été, à la fermeture du réseau, transformée en gare routière puis restaurée pour être aménagée en restaurant universitaire.
Plusieurs dépôts-ateliers permettaient les interventions sur le matériel. Ils étaient situés aux points stratégiques du réseau. Il y en avait à Saint-Brieuc (boulevard Waldeck-Rousseau et Cesson), Quintin, Tréguier, Plancoët et Guingamp (Petit-Paris).
Des châteaux d'eau et réservoirs étaient répartis dans les principales gares pour alimenter les locomotives à vapeur. Trois types différents ont été utilisés sur le réseau : cylindrique, cubique avec un seul pied et parallélépipédique avec deux pieds.
Plusieurs haltes étaient réparties sur le réseau. Il s'agissait de gares réduites à un simple abri à voyageurs et sans voie d'évitement. En plus de ces haltes, le réseau comptait plusieurs arrêts en pleine voie. Ces arrêts étaient matérialisés par un simple panneau. On retrouve un de ces arrêts sur le viaduc de Souzain ou à Pont-ar-Yar en Plestin-les-Grèves.

### Voies
Le profil accidenté du réseau dû à la proximité de la côte et de ce fait le passage de nombreux cours d'eau ont nécessité la construction de nombreux ouvrages d'art (voir dans la description des différentes lignes). Le premier réseau avait des rampes de 30 pour mille au maximum. Lors de la construction du second réseau, les machines étant plus puissantes, il fut donc décidé de passer cette limite à 40 pour mille.
Les rails « Vignole » utilisés pour la construction des réseaux étaient longs de 12 mètres et pesaient 23 kg au mètre pour le premier réseau et 20 kg au mètre pour le second réseau. Les traverses en chêne étaient disposées tous les 60 cm environ. La plupart du temps, la voie était en « site propre » et non en bordure de route.
Des plaques tournantes de 3,60 mètres étaient disposées aux terminus des lignes ainsi que dans les dépôts. Elles permettaient le retournement des locomotives à vapeur pour le changement de sens de marche. À noter que certaines automotrices De Dion Bouton disposaient de leur propre dispositif de retournement plus long, car elles n'étaient équipées que d'un seul poste de conduite et elles étaient trop grandes pour les plaques tournantes réservées aux locomotives.

## Matériel roulant

### Locomotives à vapeur

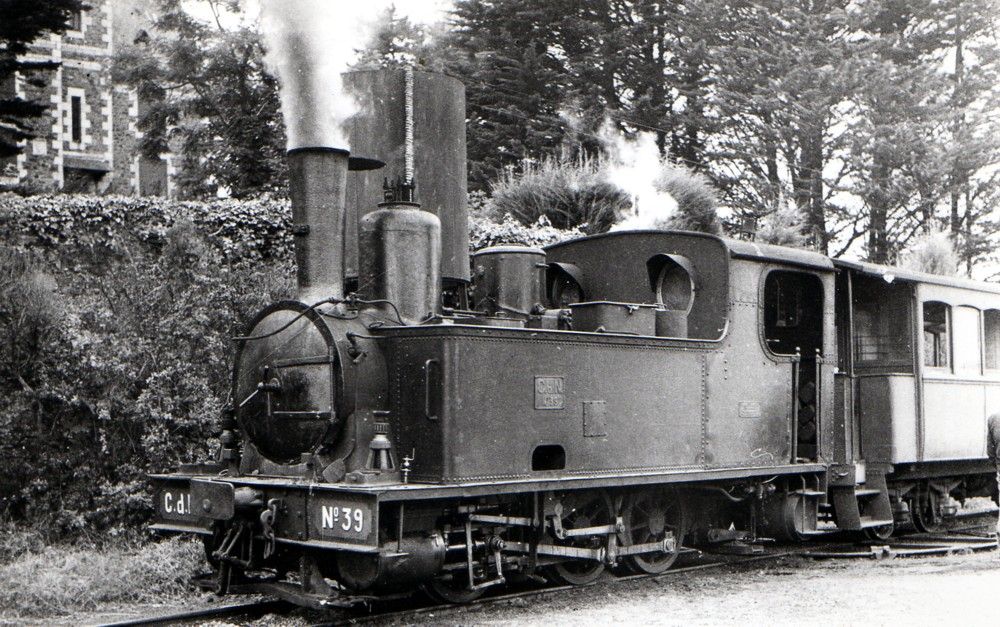
Locomotive 030T Corpet Louvet no 39 à Saint-Quay en 1955

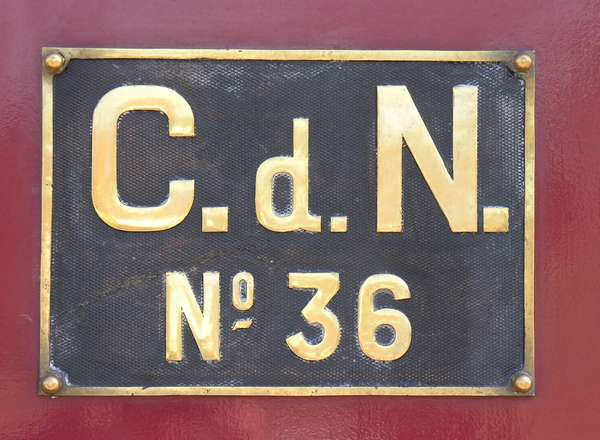
Plaque de la Corpet-Louvet no 36

42 locomotives à vapeur furent utilisés pour l'exploitation du réseau des Chemins de Fer des Côtes-du-Nord.
- 030T Blanc-Misseron 13 tonnes (1903). numérotées 1 à 17
- 030T Blanc-Misseron 15,5 tonnes (1905). numérotées 18 à 25
- 030T Corpet-Louvet 18,5 tonnes (1908). numérotées 26 à 29
- 030T Corpet-Louvet 17 tonnes (1915). numérotées 201 à 203
- 030T Corpet-Louvet 20 tonnes (1922). numérotées 30 à 34
- 030T Corpet-Louvet 20,5 tonnes (1925). numérotées 35 à 42

D'autres locomotives ont circulé sur le réseau pour la construction des lignes ou pour des essais de roulement.
- 030T Cail 11 tonnes. Construction du second réseau
- 030T 13 tonnes. Construction du second réseau
- Mallet 020+020T Gustrow de 36 tonnes « La Bretagne » achetée en 1924 à M. Pincos dans l'objectif de faire des trains lourds comme sur le Réseau breton. Sa construction ancienne (1897) en faisait une locomotive moins puissante que les dernières Corpet-Louvet. Elle ne fut presque pas utilisée. Sa dernière utilisation connue fut le déferrage en 1937 dans la région de Moncontour[94].
- Une Orenstein & Koppel des Ponts et Chaussées est mentionnée pour la construction de la ligne Plémy - Loudéac[94].

### Automotrices thermiques
Dès 1922, la régie s'intéressa aux autorails pour améliorer la vitesse et le prix de revient du trafic voyageur.

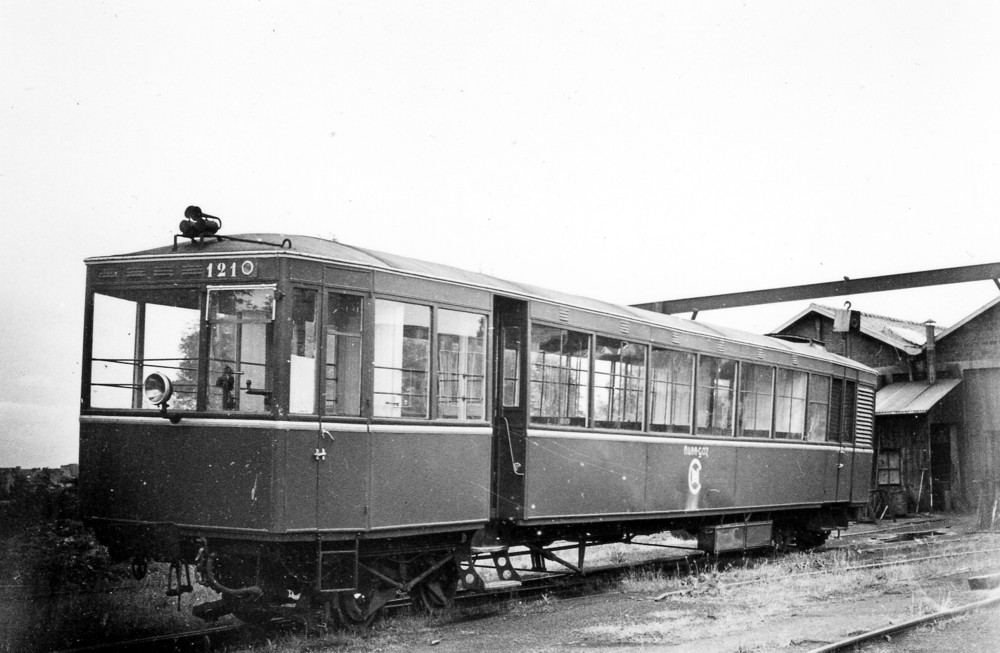
L'autorail Renault Scemia NK no 121 à Saint-Brieuc en 1954

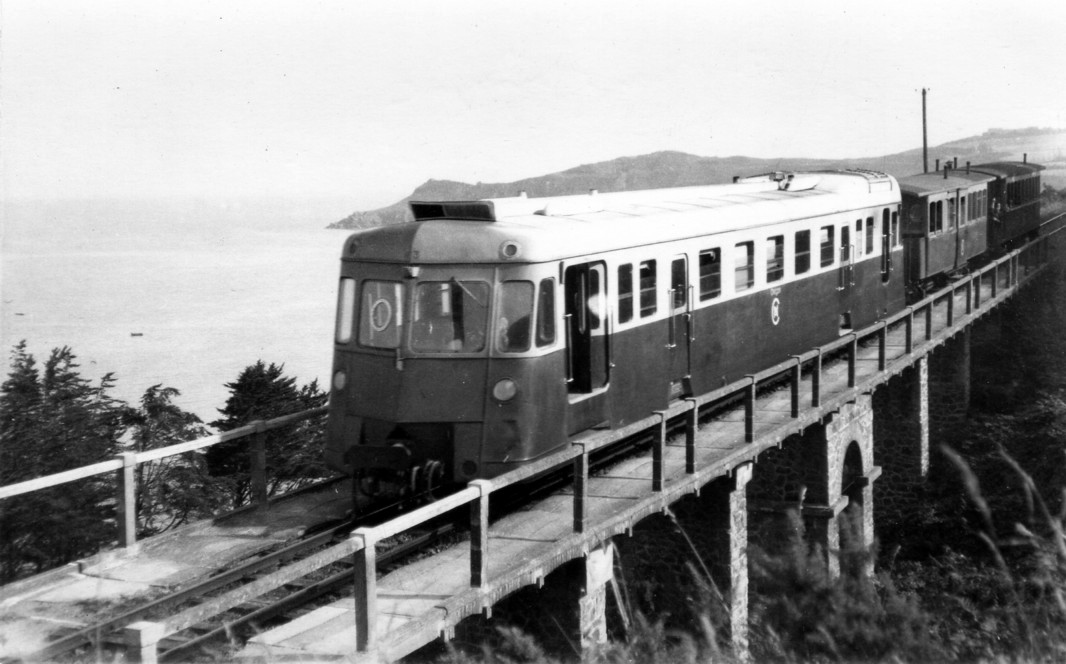
Autorail Renault ABH6

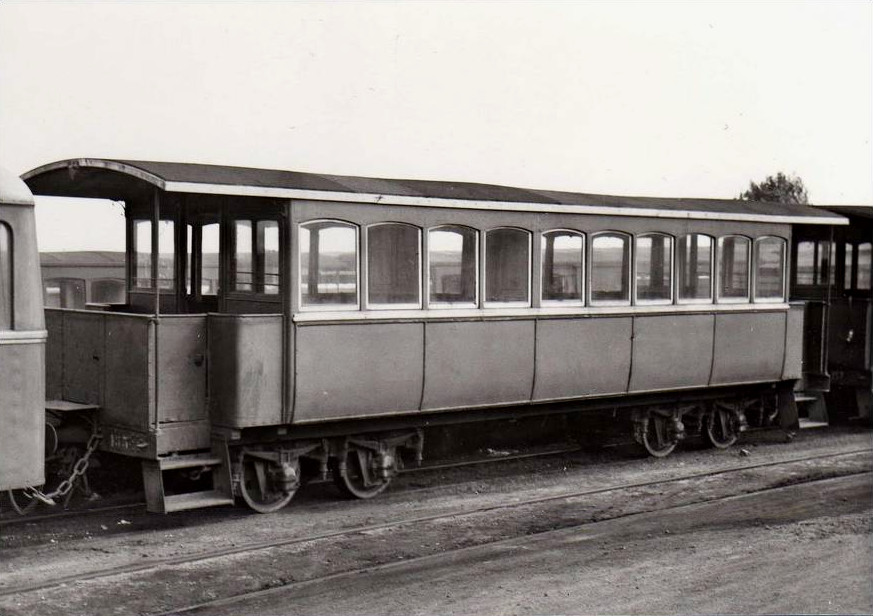
Voiture n° B 153

- De Dion Bouton JA (1923), numérotés 1 et 2
- De Dion Bouton JM1 (1925), numérotés 3 à 5
- De Dion Bouton JM4 (1932), numérotés 6 à 11
- De Dion Bouton KG (1927), numérotés 12 à 14
- De Dion Bouton OC1 (1938), numérotés 15 et 16
- Autorail Renault ABH6 (1946), numérotés 31 à 33
- Renault-Scemia NK (1924), numéroté 121
- Renault-Scemia NX3 (ex-Tramways d'Eure-et-Loir), numéroté 122
- Brissonneau et Lotz (ex-réseau du Finistère et du Morbihan), numérotés 17 à 21

### Voitures
Une centaine de voitures ont été nécessaires pour l'exploitation des lignes. Contrairement à d'autres réseaux d'intérêt local, il n'y eut pas de voiture de troisième classe. L'ensemble du parc était composé de voitures de seconde classe ou mixtes (première classe & seconde classe ou première classe & seconde classe & fourgon).

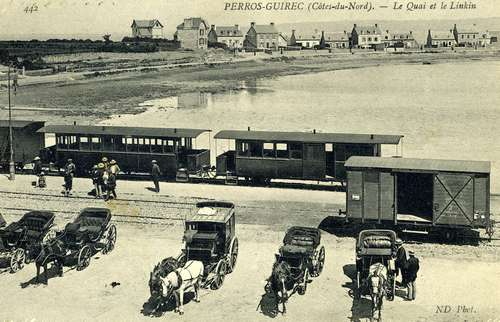
Voitures et wagons en gare de Perros-Guirec

- 29 voitures mixtes première & seconde classe. numérotées AB21 à AB47 et AB168 à AB169
- 69 voitures de seconde classe. numérotées B101 à B167 et B48 à B49
- 6 voitures mixtes premières et seconde classe et fourgon. numérotées ABD1 à ABD6
- 24 fourgons. numérotés D351 à 374

### Wagons
Le parc marchandises ne comptait pas moins de 800 wagons répartis comme suit :
- 119 wagons couverts. numérotés K601 à K719
- 100 wagons couverts ex-War Department à châssis bois. numérotés K801 à K900
- 291 wagons tombereau. numérotés UL1001 à UL1291
- 60 wagons tombereau ex-War Department à châssis bois. numérotés UL1301 à UL1360
- 114 wagons plats. numérotés M1501 à M1594 et M1600 à M1619
- 30 wagons plats à traverse mobile. numérotés Mo2501 à Mo2530

L'ensemble du parc remorqué était équipé du frein à vide automatique du système Jourdain Moneret.
Pour les équipes de voie, quatre draisines avec lorries furent commandées le 5 décembre 1932 aux établissements Billard. Elles sont livrées le 3 février 1933 à Saint-Brieuc.
Une grue sur rail de cinq tonnes de levage fut également utilisée par le réseau. À sa fermeture, le châssis fut transporté et placé au bord d'un quai sur le port de Paimpol, puis coulé dans un bloc en béton pour servir de grue de déchargement.
Au cours de la Première Guerre mondiale, du matériel (30 wagons tombereaux, 30 wagons couverts et 5 wagons plats) fut réquisitionné pour le Meusien. Lors de la Seconde Guerre mondiale, 15 voitures furent louées aux Chemins de fer du Morbihan pour l'organisation Todt à Lorient. La location dura du 20 août 1943 au 15 décembre 1943.

### Matériel préservé
Lorsque le réseau ferma, il n'existait presque pas d'association de préservation. Malheureusement peu de matériel fut de ce fait préservé.
- Locomotive
  - 030T Corpet-Louvet no 36 - MTVS[100] - restauré  Classé MH (1990)[101]
- Autorails
  - De Dion-Bouton JM4 no 11 - AMTUIR[102] / MTVS[100] - restauré
  - De Dion Bouton OC1 no 15 - CFBS[103] - en attente de restauration
  - De Dion Bouton OC1 no 16 - ACFCdN[104] - en attente de restauration  Classé MH (2004)[105]
- Wagons
  - Caisse de wagon couvert - ACFCdN[104] - en attente de restauration
- Voitures
  - Caisse de voiture n°ABD? - ACFCdN[104] - en attente de restauration
  - Caisse de voiture n°? - ACFCdN[104] - en attente de restauration
  - Caisse de voiture n°? - ACFCdN[104] - en attente de restauration
  - Caisse de voiture n°B? - ACFCdN[104] - en attente de restauration
  - Voiture à bogie n°B153 - MTVS[100] - en attente de restauration
- Fourgons
  - Caisse de fourgon n°D? - ACFCdN[104] - en attente de restauration
  - Fourgon n°D355 - MTVS[100] - en restauration
  - Fourgon n°D370 - MTVS[100] - restauré  Classé MH (2006)[106]

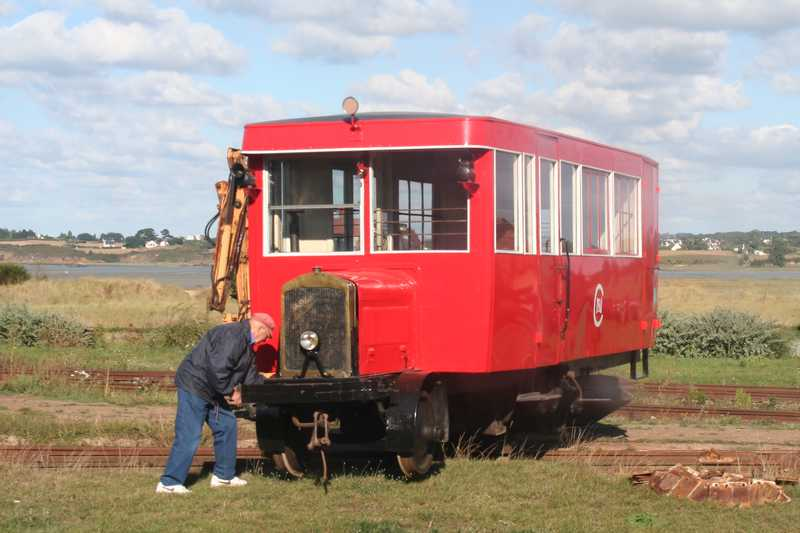
L'autorail De Dion Bouton JM4 no 11 de l'AMTUIR, en manœuvre de retournement.
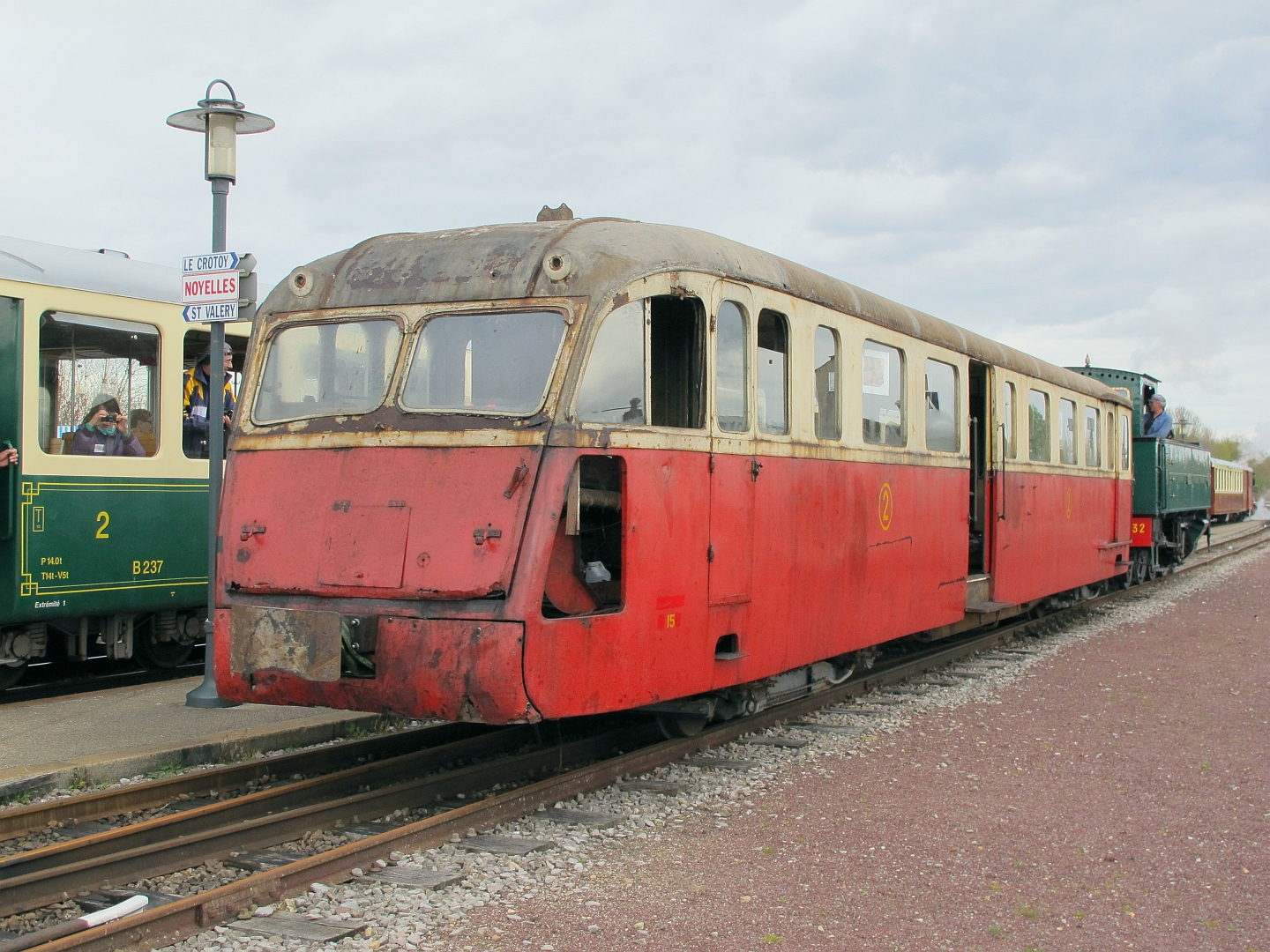
L'autorail De Dion-Bouton type OC-1 no 15 du CFBS avant rénovation.
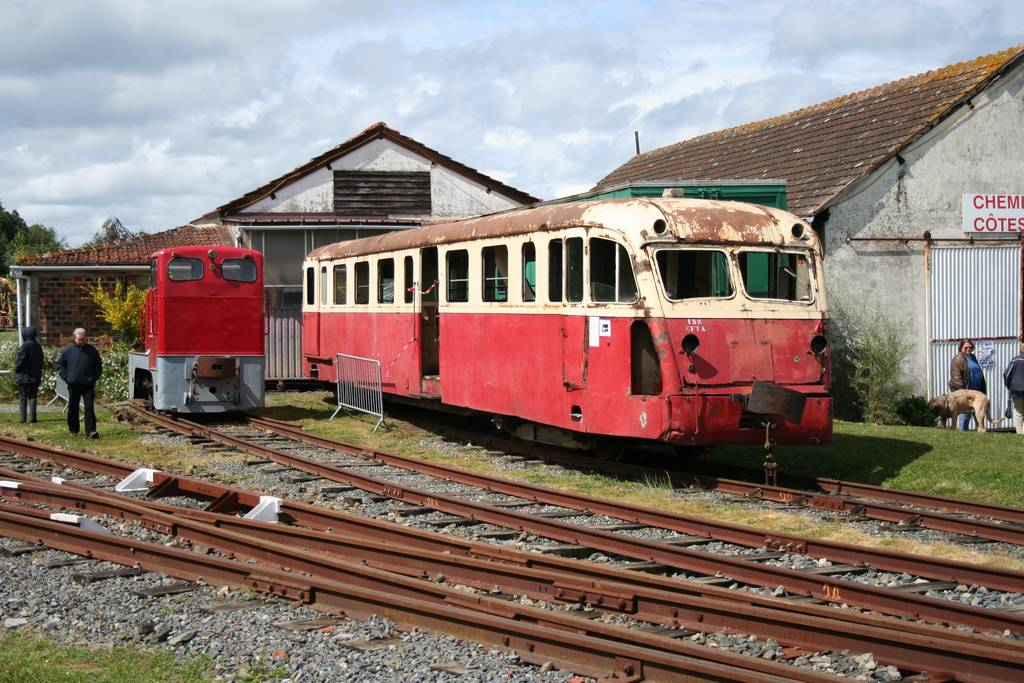
L'autorail De Dion-Bouton type OC-1 no 16 de l'ACFCdN avant rénovation.
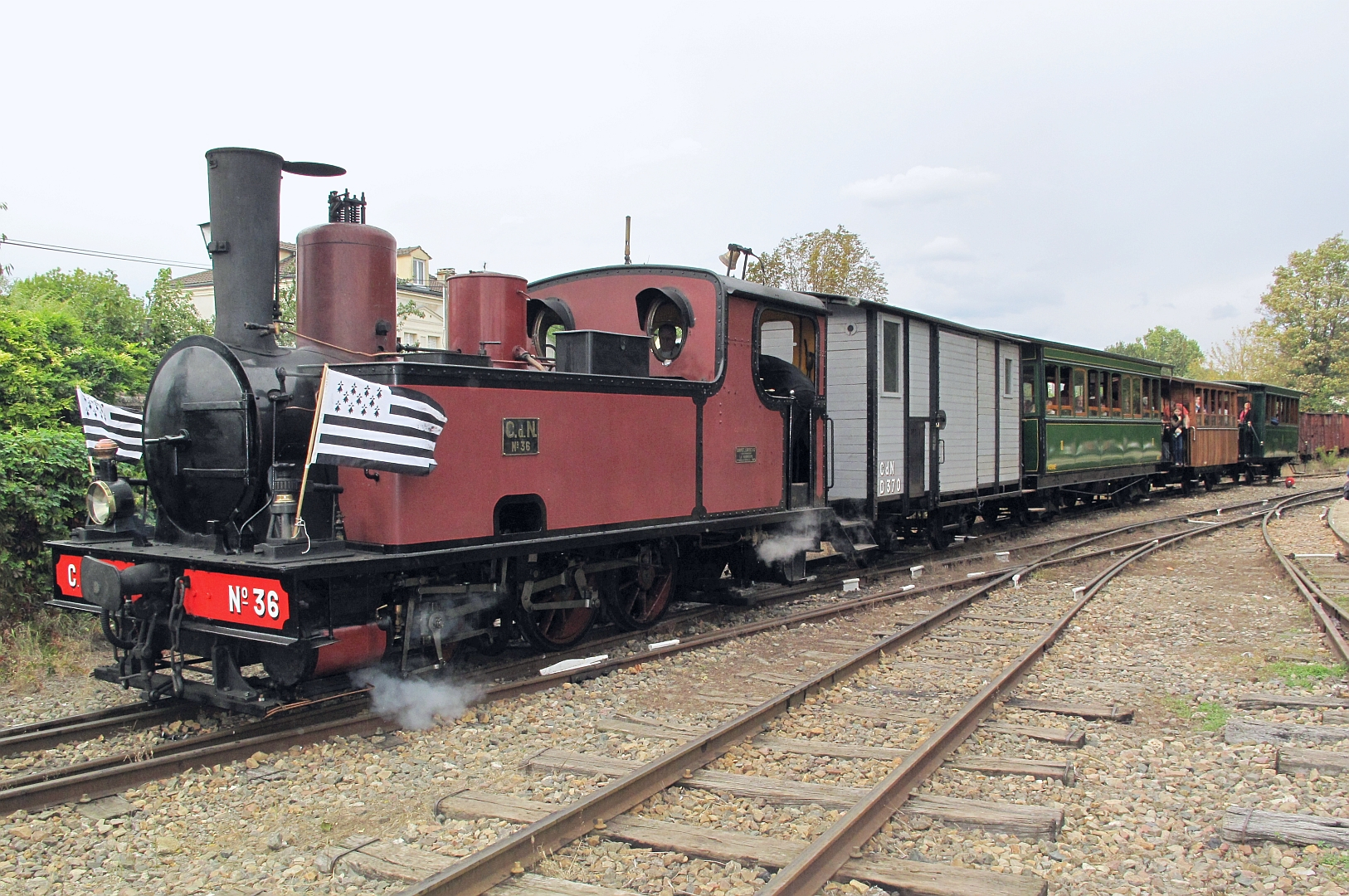
La 030T no 36 devant le fourgon no D370 au MTVS.

#### Revues et journaux
- Revue d'histoire du Musée du Petit Train des Côtes-du-Nord, ACFCdN, nos 1-19
- L'Indépendant du rail, no 114, août - septembre 1973
- L'Enthousiaste, no 13, avril 1979
- Brochures d'ANEMO sur les ouvrages d'art d'Harel de la Noë
- Le Télégramme, 29 décembre 2006
- Chemins de Fer Régionaux et Urbains, FACS, no 131
- Côtes-d'Armor, Hors-série no 4, mai 2005
- Serge Tilly et Alain Prigent, « La Bataille du rail dans les Côtes-du-Nord », Les Cahiers de la Résistance Populaire, no 8/9.
- Voie Libre : no 2 (« Les derniers jours d'un vieillard d'avant-garde ») ; no 3 (« Des trains en habit rouge ») et no 21 (« Le fabuleux réseau des Côtes du Nord CdN »)

#### Livres et brochures
- Jacqueline Cantaloube, Il était une fois... le Petit Train des Côtes-du-Nord, ACFCdN, 2005  (ISBN 2-9511761-4-7)
- Alain Cornu, Le Petit Train des Côtes-du-Nord, Cénomane, 1987  (ISBN 2-905596-22-8)
- Laurent Goulhen, Le Petit Train de Saint-Brieuc au Phare du Légué, ACFCdN, 1997  (ISBN 2-9511761-0-4)
- Louis Jourdan & Jean-Loïc Heurtier, 20 promenades autour des ponts du Petit-Train, ACFCdN, 1999  (ISBN 2-9511761-1-2)
- Laurent Goulhen, Petits Trains du Trégor : ligne Lannion-Plestin, Skol Vreizh, 2004  (ISBN 2-9156230-5-8)
- Laurent Goulhen, Petits Trains du Trégor : lignes Lannion-Perros-Tréguier-Plouëc, Skol Vreizh, 2008  (ISBN 978-2-915623-50-5)
- Laurent Goulhen, L'album du Petit Train des Côtes-du-Nord, ACFCdN, 2005  (ISBN 2-9511761-3-9)
- Jean-Loïc Heurtier, Petits Trains des Côtes-du-Nord. Que reste-t-il ?, ACFCdN, 2003  (ISBN 2-9511761-2-0)
- Brochure du Centenaire, ACFCdN, 2005
- Fabien Bonic, Les autorails De Dion-Bouton OC1, ACFCdN, 2012
- (en) John Organ, Northern France Narrow Gauge, Middleton Press, 2002  (ISBN 1-901706-75-3)

#### DVD
- Les grands ponts du Petit Train, RS production, 2005
- (en) Railway roundabout in Europe - part 1, Ian Allan publishing, 2006
- La grande épopée du Petit Train des Côtes-du-Nord, ACFCdN, 2006
- Harel de la Noë - Le père des ouvrages d'art du chemin de fer des Côtes-du-Nord, RS production, 2007

### Pour aller plus loin